# 札幌駅

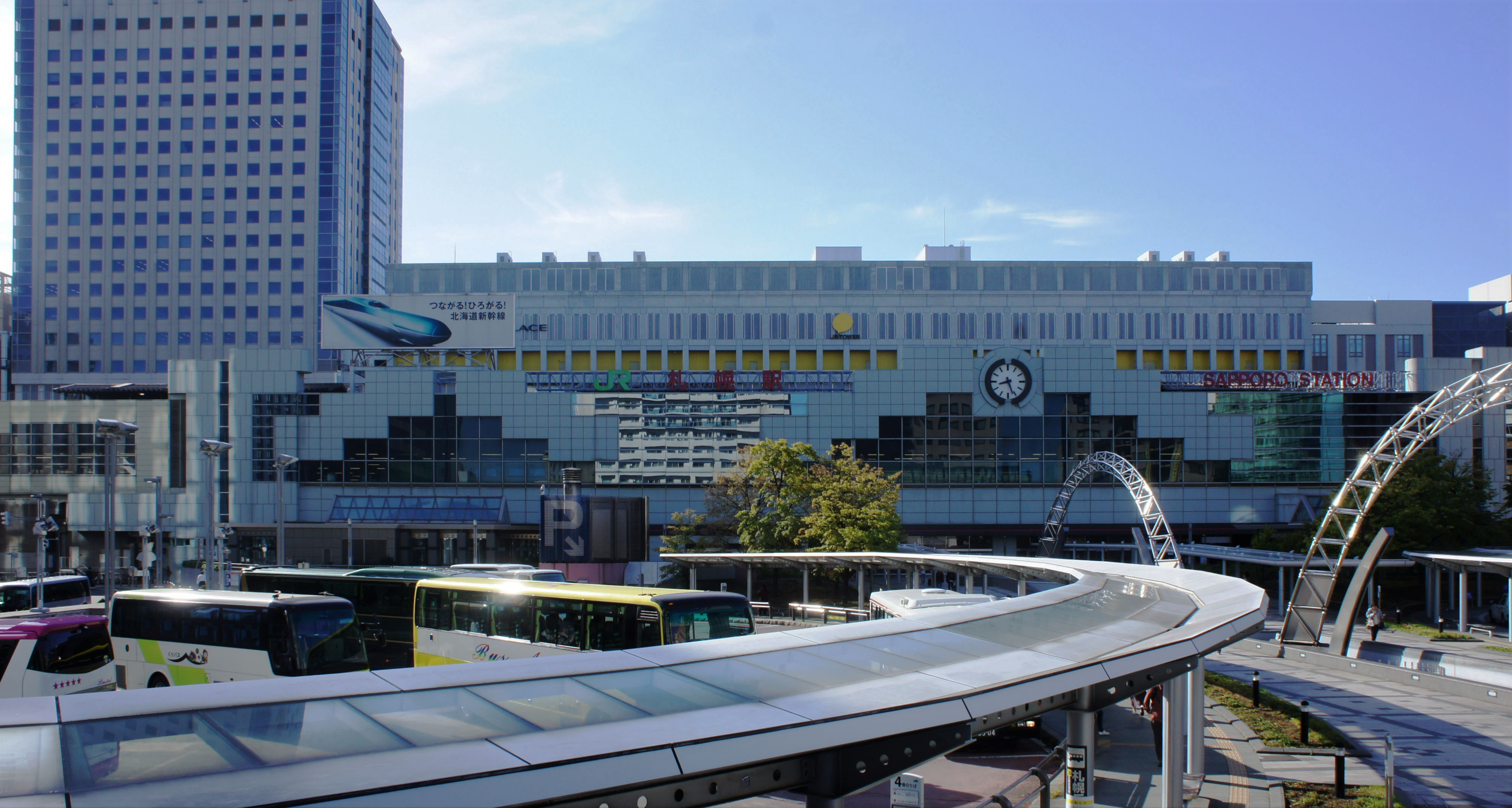
北口（2018年9月）

札幌駅（さっぽろえき）は、北海道札幌市北区北6条西4丁目に所在する、北海道旅客鉄道（JR北海道）函館本線の駅である。駅番号は01。電報略号はサツ。事務管理コードは▲130124。
札幌市並びに北海道の代表駅かつJR北海道最大の拠点駅であり、全列車が停車する。道内各地とを結ぶ特急列車、北海道の空の玄関口である新千歳空港へ行く快速「エアポート」、札幌近郊の通勤・通学輸送を担う普通列車などが多く発着し、JR北海道の駅の中で最も利用客数が多い駅である。
南口駅前広場を挟んで札幌市営地下鉄南北線・東豊線の「さっぽろ駅」（JR駅は漢字、地下鉄駅は平仮名が正式名称）と隣接しており、同駅が代替輸送の指定駅となっている。

## 概要
札幌駅は交通の要衝としての位置付けが強いものの、繁華街・商業集積地としての位置付けは大通・すすきの地区に次ぐ二番手という状態が長らく続いた。しかし、2000年代初頭からは札幌都市圏への人口一極集中に加え、2003年の駅ビル「JRタワー」の開業などの駅周辺地域の再開発に伴い、札幌近郊のみならず道内主要都市や道外からの利用客が増加している他、鉄道利用客に留まらず商業などの集積においても大通・すすきの地区を凌ぐ新たな拠点へと成長した。近年では若年層を中心に「サツエキ」という通称で呼ばれることも多くなっている。
当駅では終電が全線同一時刻（23時59分）に発車する。
南口広場は、土木学会デザイン賞 2004 優秀賞 受賞。

## 乗り入れ路線
- 北海道旅客鉄道 01
  - 函館本線 - 所属路線
  - 千歳線 - 2駅東隣の白石駅で分岐
  - 札沼線（学園都市線） - 1駅西隣の桑園駅で分岐

駅番号はJR北海道で唯一区間記号（アルファベット）の無い01で、道内各方面への起点と位置付けられている。また、JRの特定都区市内制度における「札幌市内」の駅であり、運賃計算の中心駅となっている。
北海道新幹線の整備計画上の終点となっており、新函館北斗駅 - 当駅間の延伸事業が進められている。

### 発着する特急列車
- 旭川駅発着：特急「カムイ」・「ライラック」
- 稚内駅発着：特急「宗谷」（旭川駅・宗谷本線経由）
- 網走駅発着：特急「オホーツク」（旭川駅・石北本線経由）
- 帯広駅発着：特急「とかち」（千歳線・石勝線・根室本線経由）
- 釧路駅発着：特急「おおぞら」（同上）
- 室蘭駅・東室蘭駅発着：特急「すずらん」（千歳線・室蘭本線経由）
- 函館駅発着：特急「北斗」（同上）

## 歴史

### 地上駅（初代 - 3代目）時代

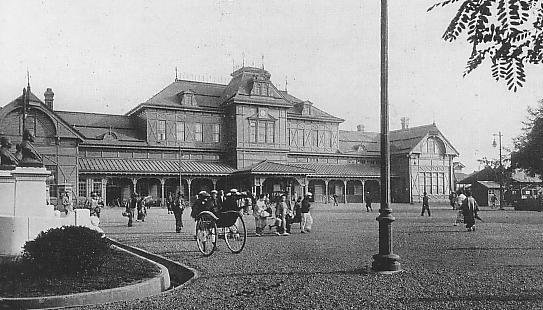
大正時代の札幌駅

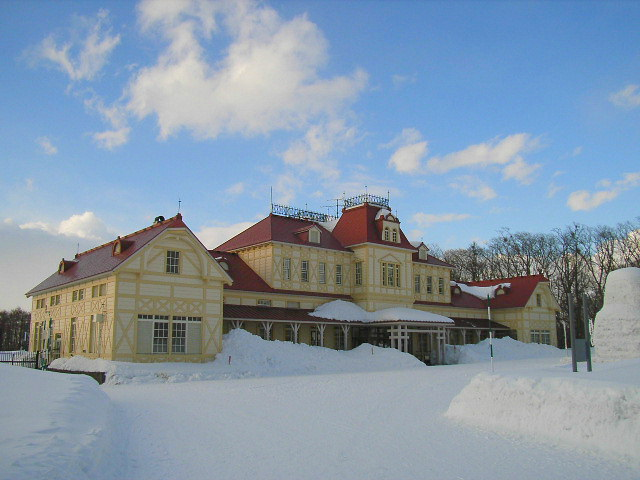
北海道開拓の村の正門。1908年に建造された札幌停車場3代目駅舎を移設したもの。

1880年11月28日、手宮 - 札幌間に開通した官営幌内鉄道の終点に札幌停車場として開業した。当初の建物は仮のもので、1881年12月に木造平屋建て211.3坪の新しい駅舎が完成し、翌1882年1月から使用された。同年6月には札幌から江別まで、同年12月には幌内まで、冬季を除く運行が始まった。当初は駅ではなく停車場、その長を場長と称した。
民営化によって、札幌駅は1888年の北有社を経て、1889年に北海道炭礦鉄道の手に渡った。冬季の営業中止は廃され、札幌の発展とともに駅舎が増築された。周囲に関連施設も建ち、札幌駅の規模は次第に大きくなった。1907年10月に駅舎が火災を被ったため、1908年に建て替え工事を始め、同年12月に完成した。木造2階建て838坪で、洋風の建築だった。この3代目駅舎は、現在野幌森林公園内にある北海道開拓の村に復元され、同施設の正門を兼ねている。
1910年には札幌石材馬車鉄道が北5条通経由で駅前まで延伸され、やがて駅前通にも軌道が敷かれた。1918年には改軌・電化され、札幌電気軌道停公線（のちの札幌市電西4丁目線）が、1927年には同北5条線が開業した。

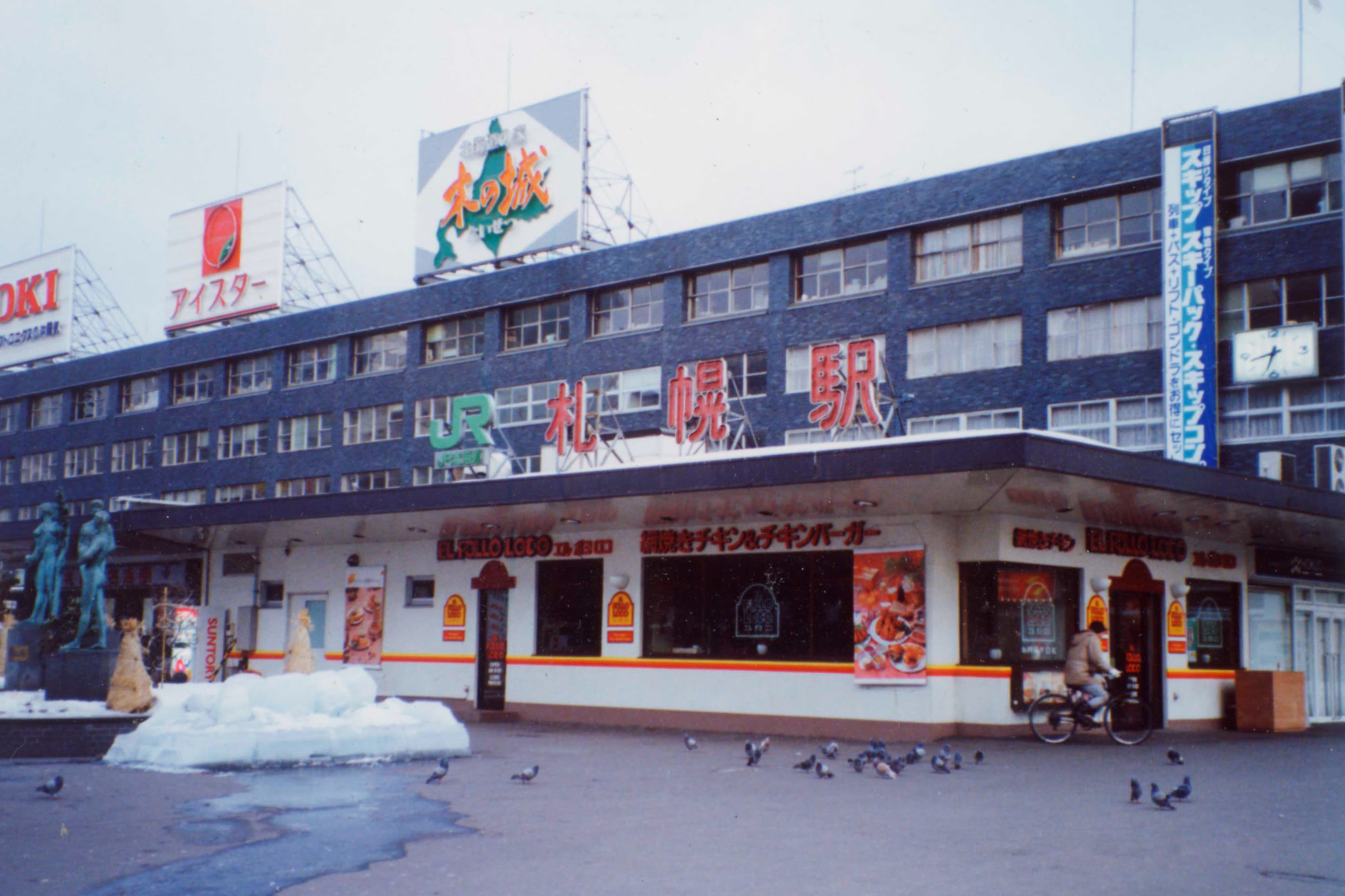
札幌駅4代目駅舎（1991年3月）

### 地上駅（4代目）時代
4代目駅舎は、駅以外の店舗と複合する民衆駅として計画され、3代目駅舎の南側に1951年から工事を始め、翌年に利用に供された。この駅舎は地下1階・地上4階の鉄筋コンクリート建築で、地下に店舗（ステーションデパート）、1階と2階の一部が駅、2階から4階が業務用（駅施設および国鉄北海道総局、国鉄分割民営化後はJR北海道本社）に使われた。1958年には貨物取り扱いを止め、旅客・荷物専用駅となり、3代目駅舎撤去跡に新1、2番線が新設された。1965年に5階建てに増築された。1971年に札幌市営地下鉄が開業、南北線のさっぽろ駅と改札を隔てて連絡するようになり、同時に駅前を通る市電は廃止された。1972年には地下街「札幌駅名店街」（現在の「アピア」）が、1978年には駅東口に接して駅ビル「札幌エスタ」が開業した。
駅舎に面する単式ホーム1線・島式ホーム4面8線、千歳線折り返し列車が使用していた0番線の合計10線で構成されており、駅舎と各ホームは跨線橋および地下連絡道で結ばれていた。南側駅舎に地上改札のほか、地下街に直結する改札が設けられており、札幌駅名店街を経て地下鉄さっぽろ駅に直結していた。また9番線奥には複数の側線があり、主に小樽築港方面の貨物列車や回送列車が使用し、そのさらに北側には跨線橋若しくは地下道を連絡道とする北口駅舎が併設されていた。
札幌駅は、現在に至るまで北海道の交通の中心であり、1970年代初頭頃までは青函連絡船を乗り継いだ本州方面からの長距離旅客者も多くこの駅に降り立った。駅の出口に幟をもった旅館の客引きが待ち構え、降りてきた旅人に声をかけたという。しかし、次第に航空機に押され始め、1977年からは東京・札幌間の旅客利用者数で航空機が鉄道を上回るようになった。

### 地上駅から高架駅へ
駅前周辺開発および市内連続立体交差事業に伴い、地上駅から高架駅へ5代目駅としてリニューアルされることになり、北側側線および北口駅舎を撤去し工事を開始、現3番ホームから10番ホームまでと11番仮設ホームの完成後、1988年11月3日に高架駅として一次開業した。その後、地上の旧ホームを解体し残りの高架工事を開始、新1番および2番ホーム、ならびに駅舎南側外観を完成させ1990年に全面開業となった。その後、11番仮設ホームを解体して駅舎北側外観を完成させるとともに北口広場を整備した。なお、改札口が北側へ70m移動したことで、歩く距離が長くなったため、1990年8月30日から1998年1月27日まで、現在の大丸札幌店と札幌ステラプレイスセンターの間の通路に、動く歩道が設置された。
その後、1995年頃までは旧ホーム跡地は劇場「JRシアター」やイベントスペースとして用いられたほか、西口側のスペースは月極駐車場として運用されていた。1996年に入り周辺の再開発計画が持ち上がり、旧駅舎とホーム跡地に商業施設の建設が行われることになり、準備段階として同年秋より旧駅舎が解体撤去された。1999年末より旧駅ホーム跡地に建設されていた駐車場などを閉鎖して再開発が開始され、2003年にJRタワーを含む一連の再開発施設が完成した。地上駅時代に駅舎が設置されていた場所は、現在南口広場の一部となっている。
北海道新幹線工事に関連して、2022年10月16日より1番ホームを廃止し、11番ホームの使用を開始した。

### 新幹線駅舎建設
北海道新幹線の当駅延伸に伴う北5条西1丁目と同西2丁目で実施される南口再開発事業に向けて、2020年8月5日に、札幌市とJR北海道で構成される準備組合は、「西1丁目に約255m、西2丁目に約85m」、「西1丁目に約200m、西2丁目に約150m」の2案の新駅ビルの建設を検討・構想していることを発表した。この内、1階にはバスターミナルが入り、西1丁目には都市間バス、西2丁目には路線バスが乗り入れる予定である。新駅ビルは、2029年の完成が予定されている。2021年3月12日には、「西1丁目に約255m、西2丁目に約85m」の案を軸とすることを決定した。なお、予定通り完成した場合は、JRタワー（173m）を超えて、北海道内だけではなく関東・近畿以外では最も高い高層ビルとなる。

### 年表

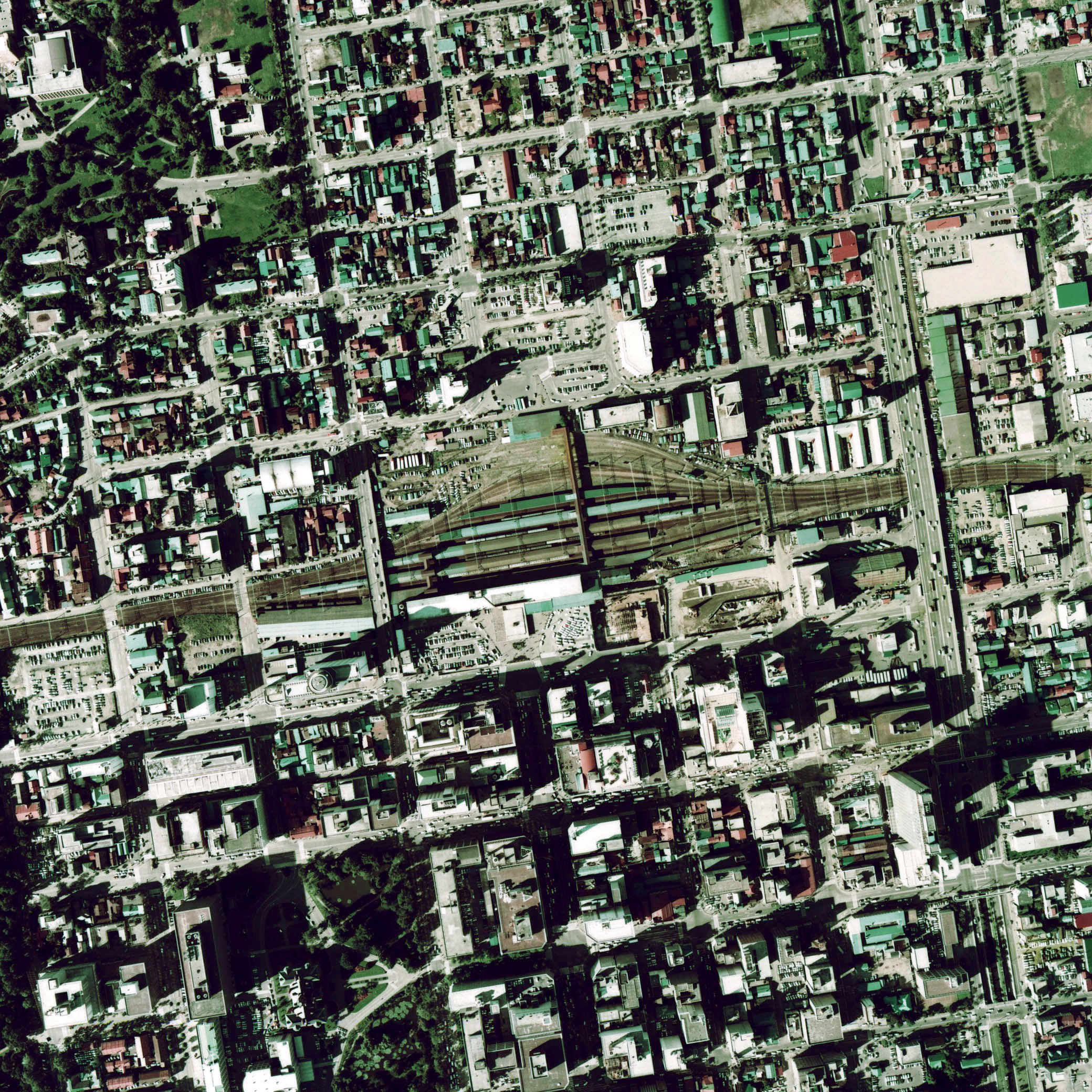
1976年地上駅時代の札幌駅と周囲約1km範囲。左が小樽方面。駅裏側の狭いヤードには、開設当初は機関庫が置かれ、機関庫が苗穂に移ると倉庫線や貯炭場、石炭荷卸し線等の貨物ヤードとなり、貨物取扱いが桑園や苗穂、東札幌に分散すると苗穂の客貨車区所属の客車留置線と客車庫に置き換わった。その後、高架化計画により札幌運転所の運用が開始されて、客車留置線や貨物線は全て撤去され、高架駅の建設スペースとなった。写真では撤去が始まって、空き地には車が駐車している。

- 1880年（明治13年）11月28日：官営幌内鉄道 手宮駅 - 当駅間の仮開業に伴い、札幌仮停車場設置[7][8]。
- 1881年（明治14年）
  - 4月：幌内鉄道の東への延長工事開始[8]。
  - 8月：一般貨物、乗客運賃制定[7]。
  - 8月：転車台設置[9]。
  - 9月：札幌機関室（後の札幌機関庫）設置[9]。
  - 12月：停車場新築、および2代目駅舎が完成[9]。
- 1882年（明治15年）
  - 1月：札幌停車場、2代目駅舎で営業開始[8][10]。
  - 6月25日：官営幌内鉄道 当駅 - 江別駅間が仮開業し、運転開始[11]。
  - 11月13日：官営幌内鉄道 当駅 - 岩見沢駅間の延伸開業に伴い、同線の手宮駅 - 幌内駅間が全通[11]。
- 1883年（明治16年）：4月発行の『幌内鉄道敷地並用地図』第3巻「自札幌至江別」に、現在の大通東1丁目から同東2丁目にあった官営工場の工業局（後に札幌工業事務所）へ2丁目通りに沿って専用線が記載[12]。
- 1888年（明治21年）4月1日：官営幌内鉄道が北有社に運輸業務を譲渡[11]。
- 1889年（明治22年） 12月11日：北有社の事業譲渡に伴い、北海道炭礦鉄道に移管[11]。
- 1890年（明治23年）
  - 上期：2代目駅舎増改築[8]。
  - 月日不詳：札幌工業事務所向け専用線廃止。
  - 月日不詳：苗穂の札幌製糖工場へ専用線敷設。
- 1892年（明治25年）上期：北海道製麻会社（後の帝国製麻、現・帝国繊維）札幌工場専用線0.2km敷設（創業は1889年）[13]。
- 1897年（明治30年）頃：札幌製糖工場休止[注釈 2]。
- 1898年（明治31年）10月：跨線橋（西）設置[8]。
- 1906年（明治39年）10月1日：北海道炭礦鉄道の国有化に伴い、国有鉄道に移管[11]。
- 1907年（明治40年）10月：2代目駅舎、火災で半焼[8]。
- 1908年（明治41年）12月5日：3代目駅舎が完成、営業開始[8]。
- 1909年（明治42年）
  - 8月25日：国有鉄道 銭函駅 - 当駅間が複線化[8]。
  - 10月12日：国有鉄道線路名称制定に伴い、函館本線の駅となる[11]。
  - 11月8日：大日本麦酒（現・サッポロビール）札幌工場製麦場専用線（旧・札幌製糖工場専用線の再利用）運用開始[注釈 2]。
  - 12月6日：函館本線の当駅 - 野幌駅間が複線化[8]。
- 1913年（大正2年）6月2日：札幌機関庫設置（北海道鉄道管理局の事務上制定）[11]。
- 1917年（大正6年）頃：通運業者倉庫側線、貯炭場側線、荒荷ホーム増設[8]。
- 1930年（昭和5年）4月：駅舎内に食堂開店[8]。
- 1933年（昭和8年）：石炭取卸専用高架ホーム設置[8]。
- 1938年（昭和11年）5月：冷温倉庫専用線、三菱礦業専用線、日本製粉専用線敷設[8]。陸軍演習用ホーム（後に皇族用として活用）設置[8]。
- 1937年（昭和12年）3月10日：札幌機関庫を廃止し、苗穂に機関庫新設。
- 1949年（昭和24年）
  - 2月1日：跨線橋（東）設置[8]。
  - 6月1日：日本国有鉄道法施行に伴い、日本国有鉄道（国鉄）に移管。
- 1951年（昭和26年）9月8日：4代目駅舎の工事開始[14]。
- 1952年（昭和27年）
  - 12月15日：4代目駅舎の開業式[8]。
  - 12月25日：ステーションデパート開業[8]。
- 1953年（昭和28年）11月30日：駅構内地下道竣工[8]。
- 1957年（昭和32年）
  - 2月20日：跨線橋（西）改築[8]。
  - 8月12日：定山渓鉄道が気動車による札幌駅への乗り入れを開始[8]。
- 1958年（昭和33年）
  - 1月：跨線橋（東）改築[8]。
  - 6月1日：貨物の取り扱いが終了[15]。
  - 7月2日：新1番線・新2番線供用開始[4]。
- 1963年（昭和38年）12月23日：北口を開設[16]。
- 1965年（昭和40年）
  - 9月25日：函館本線の当駅 - 苗穂駅間が三線化、0番線供用開始[17][注釈 3]
  - 10月10日：駅ビルを5階建てに増築。
- 1968年（昭和43年）8月28日：函館本線のうち、当駅を含む小樽駅 - 滝川駅間が電化（交流20,000V・50Hz）。
- 1969年（昭和44年）10月31日：定山渓鉄道線廃止に伴い、同社の当駅乗り入れ廃止。
- 1972年（昭和47年）3月25日：札幌駅名店街開業。
- 1973年（昭和48年）
  - 1月22日：旅行センターの営業を開始[記事 7]。
  - 9月10日：8番線・9番線供用開始[19]。
- 1978年（昭和53年）
  - 9月1日：札幌エスタ開業。
  - 11月27日：高架化工事着工。
- 1984年（昭和59年）7月1日：高架化工事に伴い、北口を従来の駅舎の20m北側に建設した仮駅舎に移転[記事 8]。同時に跨線橋の使用を中止し、ホームへの移動は地下道のみとなる[記事 8]。
- 1987年（昭和62年）4月1日：国鉄分割民営化に伴い、北海道旅客鉄道（JR北海道）の駅となる。
- 1988年（昭和63年）11月3日：高架化一次開業（3番線 - 11番線供用開始（11番線ホームは仮設））。函館本線の琴似駅 - 当駅間の高架化[記事 9]に伴い、当駅 - 苗穂駅間が複々線化。パセオ開業。
- 1990年（平成2年）
  - 8月30日：動く歩道が設置[記事 2][20][21]。
  - 9月1日：全面高架化完成（1番線・2番線供用開始、仮設11番線ホーム廃止）。
- 1994年（平成6年）11月1日：函館本線の桑園駅 - 当駅間が三線化。
- 1998年（平成10年）
  - 1月27日：当駅南口の再開発に伴い、西側通路が封鎖され、動く歩道が撤去[記事 3][20][21]。
  - 11月21日：自動改札機導入[記事 10]。
- 1999年（平成11年）10月1日：札幌駅名店街を全面改装、アピア開業。
- 2003年（平成15年）3月6日：JRタワー開業[22]。サインシステムを新デザインに更新。
- 2007年（平成19年）10月1日：駅ナンバリング（01）を実施[JR 2]。
- 2008年（平成20年）10月25日：ICカード乗車券「Kitaca」のサービス開始[JR 3]。
- 2010年（平成22年）7月23日：エレベーター設置工事に伴うホーム混雑緩和のため、全ホームの2 - 4両編成の列車の停車位置が桑園寄りに変更される[JR 4]。
- 2011年（平成23年）
  - 3月6日：改札内コンコースとホームを結ぶエレベーターが新設される。総工費9億円のうち、国・北海道・JR北海道が3分の1ずつ負担した[JR 5][JR 6][JR 7]。
  - 3月12日：札幌駅前通地下歩行空間が供用開始。
- 2022年（令和4年）
  - 9月30日：北海道新幹線延伸に伴う工事のためパセオ閉館。
  - 10月16日：北海道新幹線延伸に伴う改修工事のため、1番線を廃止。また駅北側に11番ホームを新設。学園都市線の発車はこの11番ホームに統一される[JR 1]。
- 2023年（令和5年）
  - 3月22日：札幌ラッチ西店のキヨスクが閉店[23]。
  - 3月27日：札幌西コンコース北店のキヨスクが閉店[23]。
  - 3月28日：札幌東コンコース中央店のキヨスクが閉店[23]。これにより、当駅の改札外店舗のキヨスクが消滅した。
  - 8月31日 ：（仮称）札幌駅交流拠点北5西1・西2地区市街地再開発事業に伴いエスタ閉館。同年秋から建物が解体される予定[24]。
- 2024年（令和6年）8月8日 ： 札幌東コンコース宝くじ売り場が閉店。

### 駅名の由来
「札幌市#市名の由来」を参照。

## 駅構造

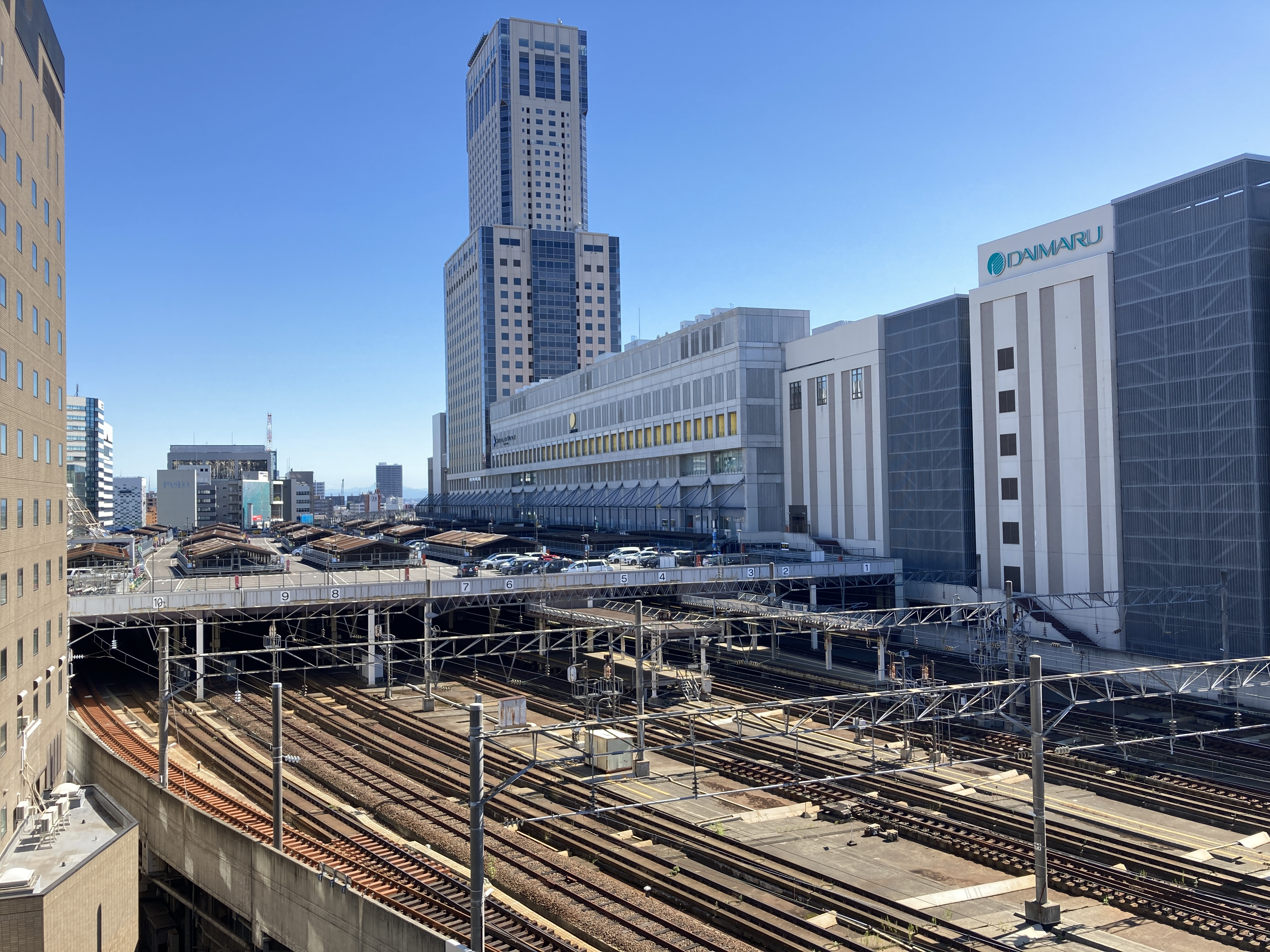
西側から俯瞰した駅構造

線路とプラットホームは全て屋根で覆われている。気動車の発着も多いことから、換気口を兼ねて屋根は所々出っ張っている。屋上は複合商業施設「JRタワー」の「センター屋外駐車場」となっており、札幌ステラプレイスの4階と接続している。1階の東西2箇所にコンコースと改札口、みどりの窓口、指定席券売機、話せる券売機を備える。2021年1月21日より、トマム駅からの列車利用時に限り、「QRコード乗車駅証明書」による精算機の自動精算を行うサービスが利用可能となる。
島式ホーム4面8線に加え、単式ホーム2面2線を有する。2番線と11番線が単式ホーム、3番線から10番線が島式ホームである。ホームの長さは2・7/8・9/10番線が8両、3/4・5/6番線が12両、11番線が6両となっている。折り返し運転時などに使用する引き上げ線は桑園方と苗穂方にそれぞれ1本設置されているが、収容能力の関係から、隣の苗穂駅の留置線（2本）または2つ隣りの琴似駅の留置線（1本）を使用するケースもある。改札内コンコースと各ホームは、階段やエスカレーター、エレベーター（11人乗り、各ホームごとに合計6基）で連絡する。駅構内には密閉できる空間がないため、冬季はコンコースの待合所に風除けとストーブを設置して防寒対策としている。
地下街や札幌駅前通地下歩行空間（チカホ）などの地下道を通じて、周辺のオフィスビルやホテル、百貨店などと地下で往来することができる。札幌駅北口地下歩道からパセオ - 札幌ステラプレイス - アピア - 地下鉄さっぽろ駅 - 札幌駅前通地下歩行空間 - 地下鉄大通駅 - さっぽろ地下街ポールタウンを経由し、地下鉄すすきの駅までの南北約1.8kmが地下で往来可能となった。また、地下鉄バスセンター前駅も当駅から地下で行ける。
北口駅前広場には市営の地下駐車場、さらにその下には巨大な融雪槽がある。

### 在来線

#### のりば
以下に、おもな発車番線を示す。
| 番線                  | 路線      | 方向                                   | 行先                         |
| --------------------- | --------- | -------------------------------------- | ---------------------------- |
| 2 - 4                 | ■函館本線 | 上り                                   | 手稲・小樽・倶知安方面       |
| 5 - 10                | ■千歳線   | 上り                                   | 新千歳空港・苫小牧・函館方面 |
| 7 - 10                | ■函館本線 | 下り                                   | 江別・岩見沢・旭川方面       |
| 11                    | ■函館本線 | 下り                                   | 江別・岩見沢・旭川方面       |
| ■札沼線（学園都市線） | 下り      | あいの里公園・当別・北海道医療大学方面 |                              |

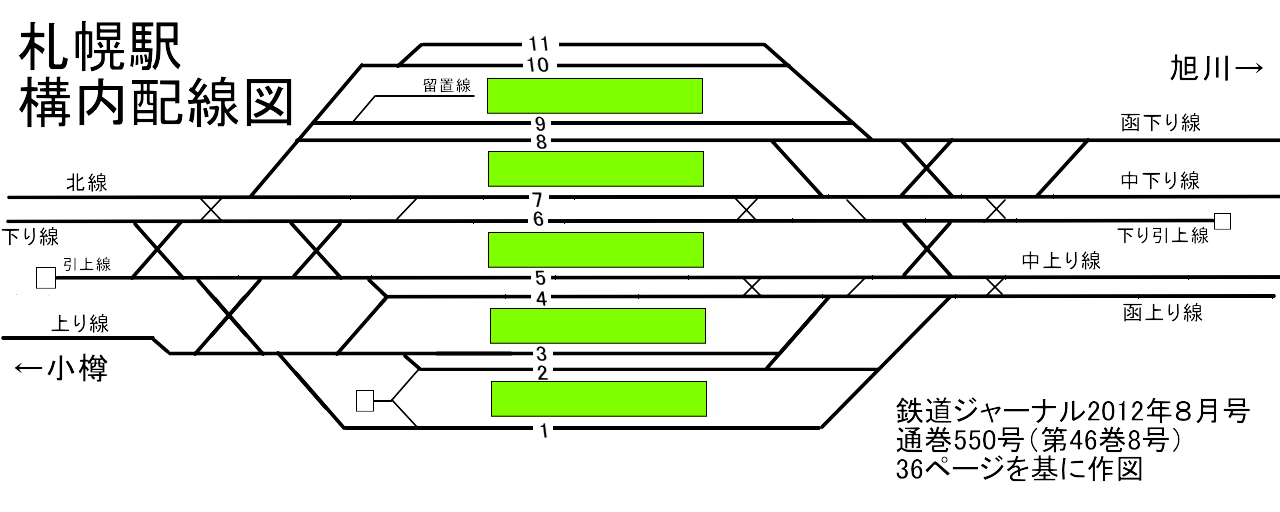
配線図（2022年10月15日以前のもの）

- ホームによって行き先は固定されておらず、列車によっては上記と異なるホームから発車する。
- 新千歳空港駅行きの快速「エアポート」は終日、改札口に近い5・6番線ホームからの発車に統一されている。
- 札沼線（学園都市線）は、2022年10月16日の11番線使用開始により、11番線発車に統一された[JR 1]（一部到着列車は異なるホームに到着する）。
- かつて運行されていた急行「はまなす」、寝台特急「北斗星」「カシオペア」「トワイライトエクスプレス」は、ホームの有効長の関係から長さが最も長い5・6番線に限定されていた。後に、3・4番線のホーム有効長も延長され、こちらにも発着するようになった。
- JR北海道の駅では唯一、全ホームに立ち番の駅員（輸送係）が配置され、駅員による出発指示合図または出発合図より発車する[26]。立ち番駅員が冬季間に着用する制服（ダブルのロングコート）は当駅独自のデザインである。
- 普通列車・快速「エアポート」の乗務員（運転士・車掌）の大半は当駅で交代する。

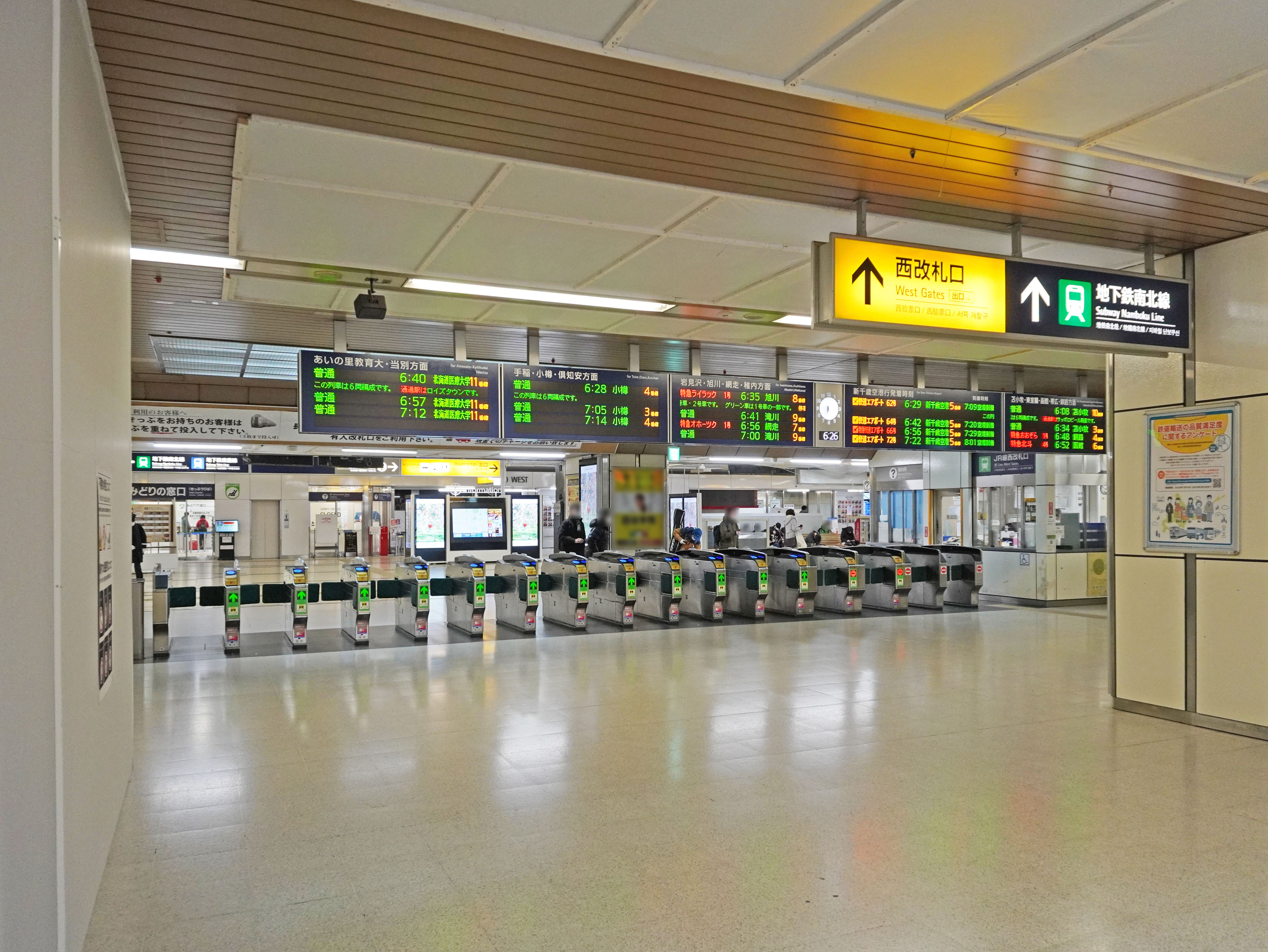
西改札口
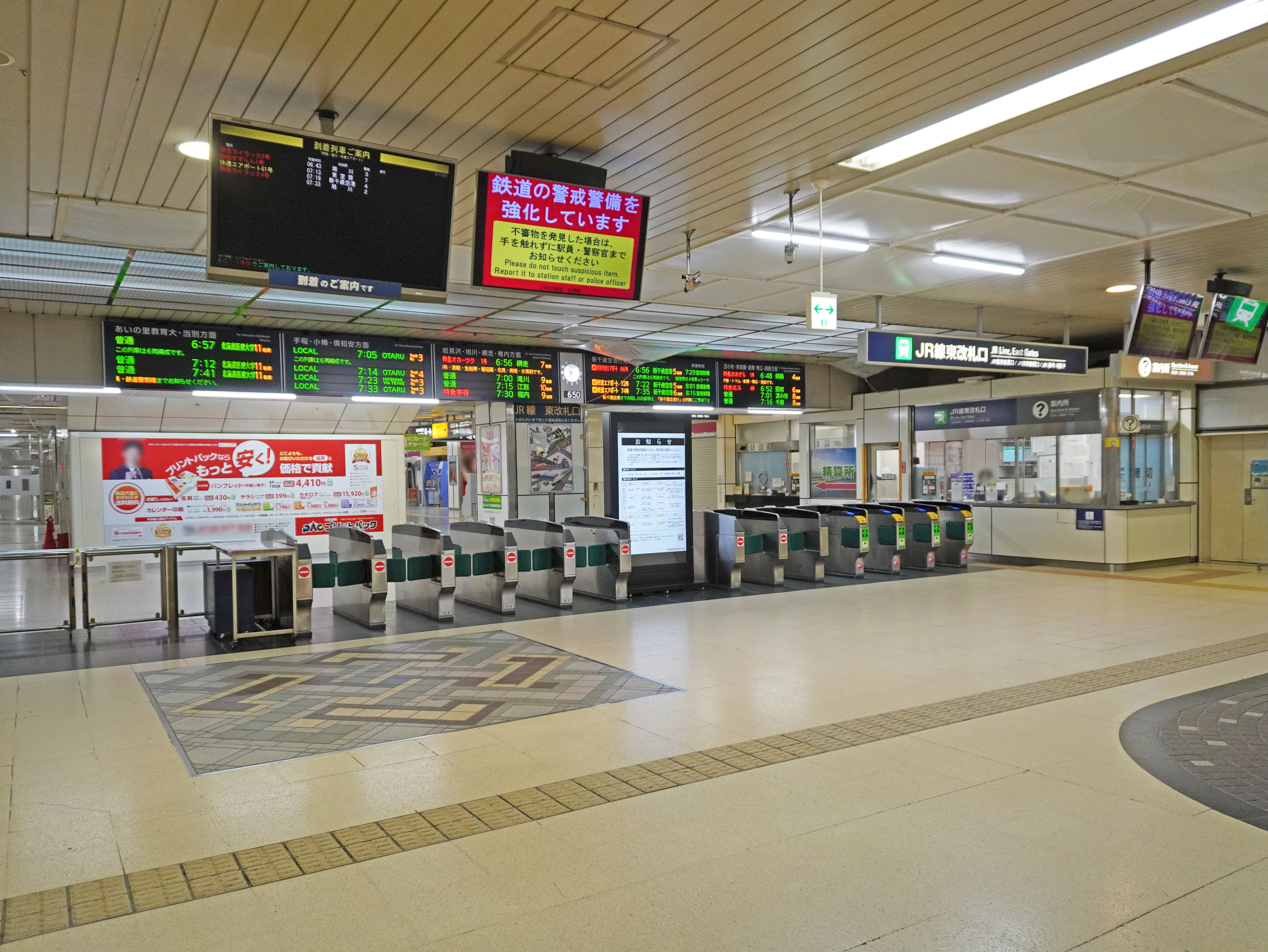
東改札口
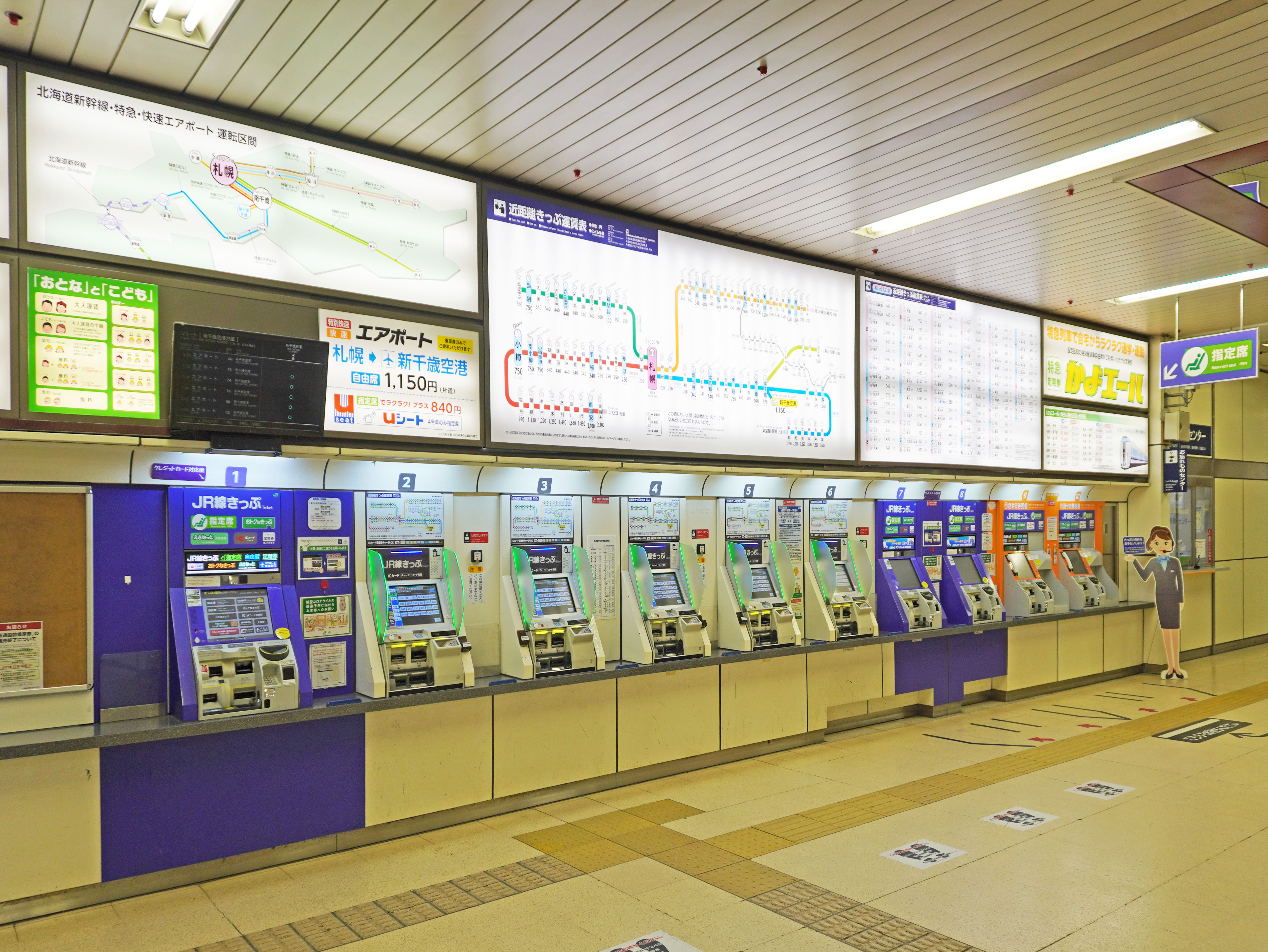
自動券売機
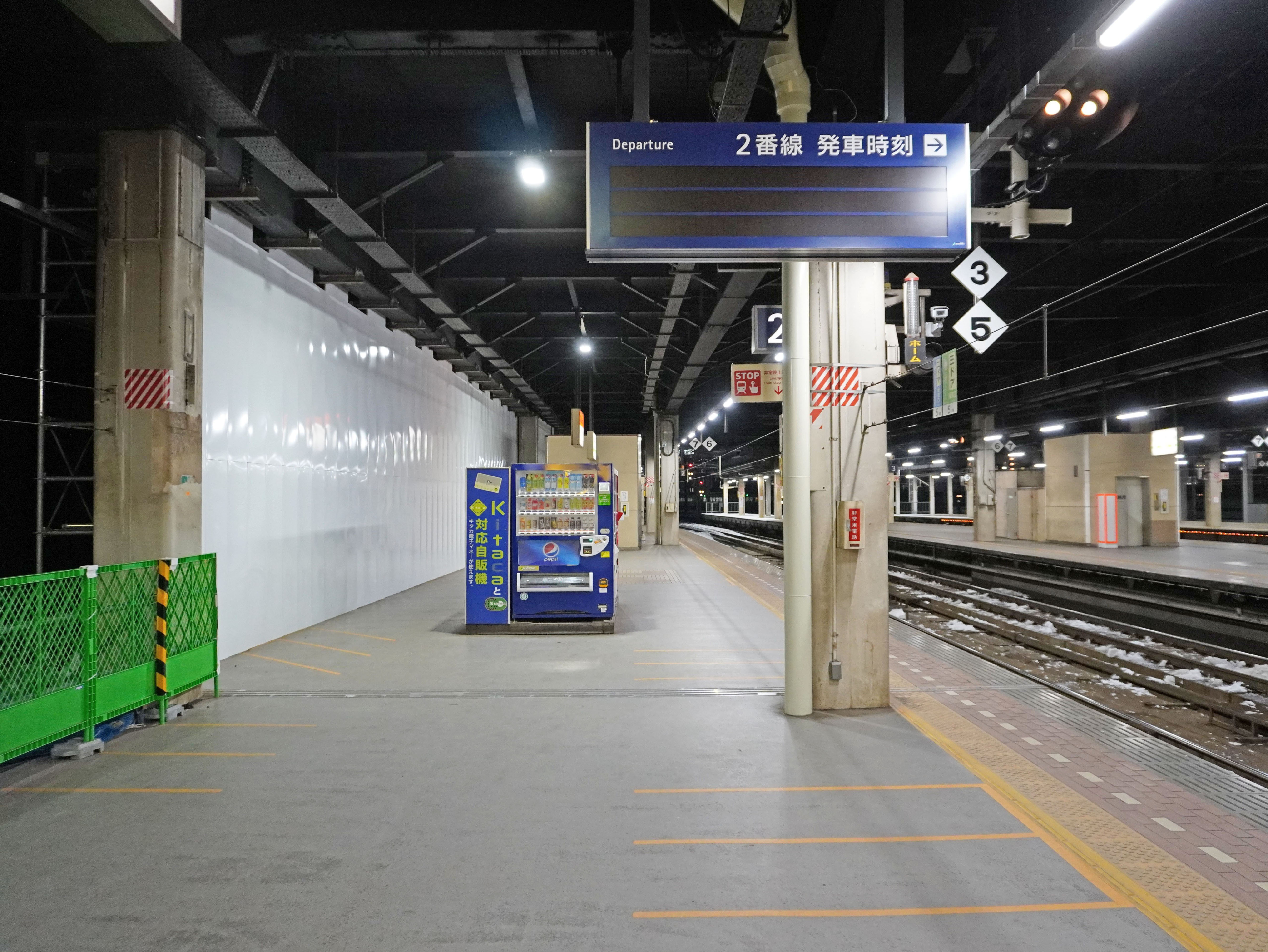
2番線ホーム
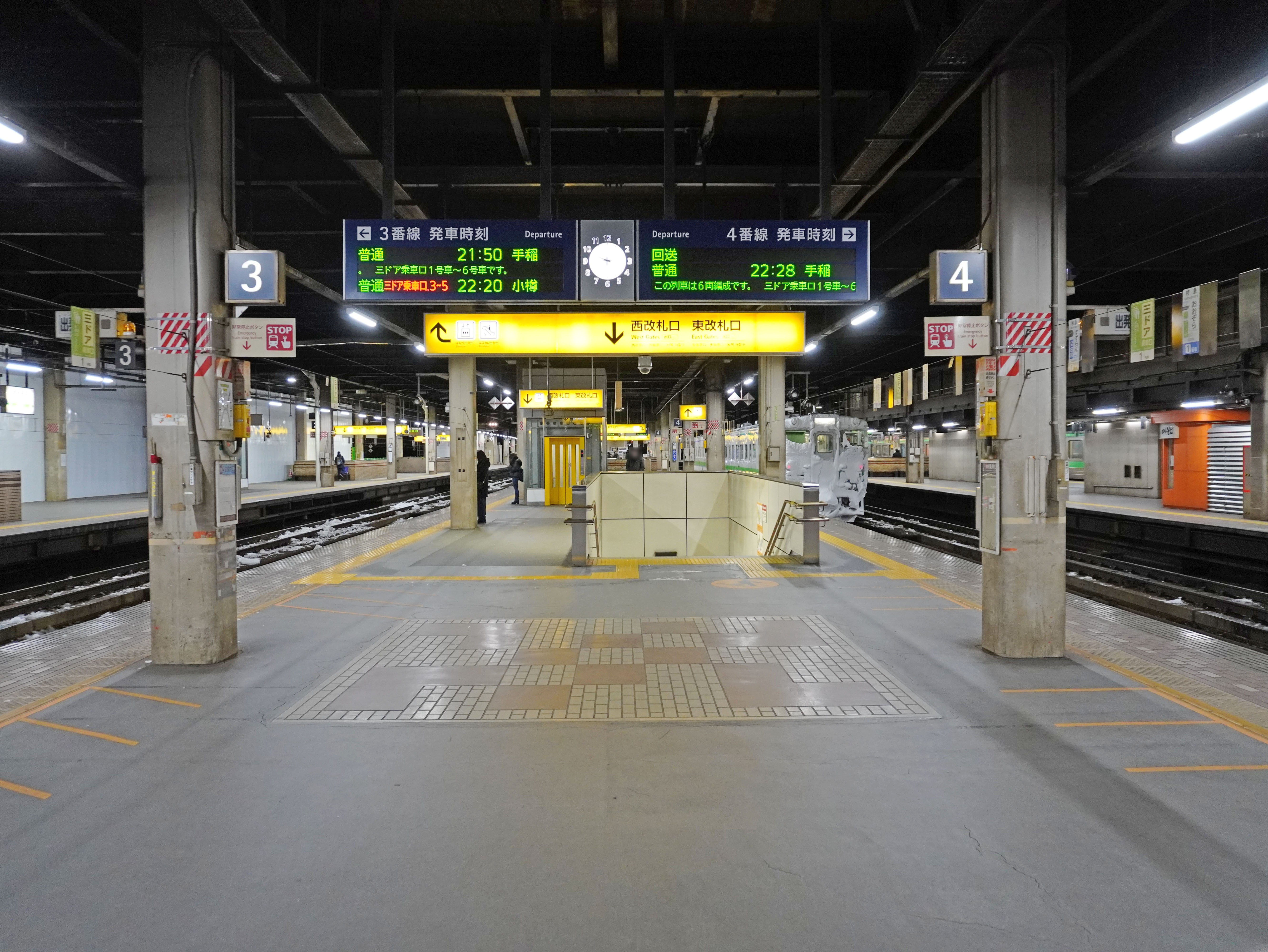
3・4番線ホーム
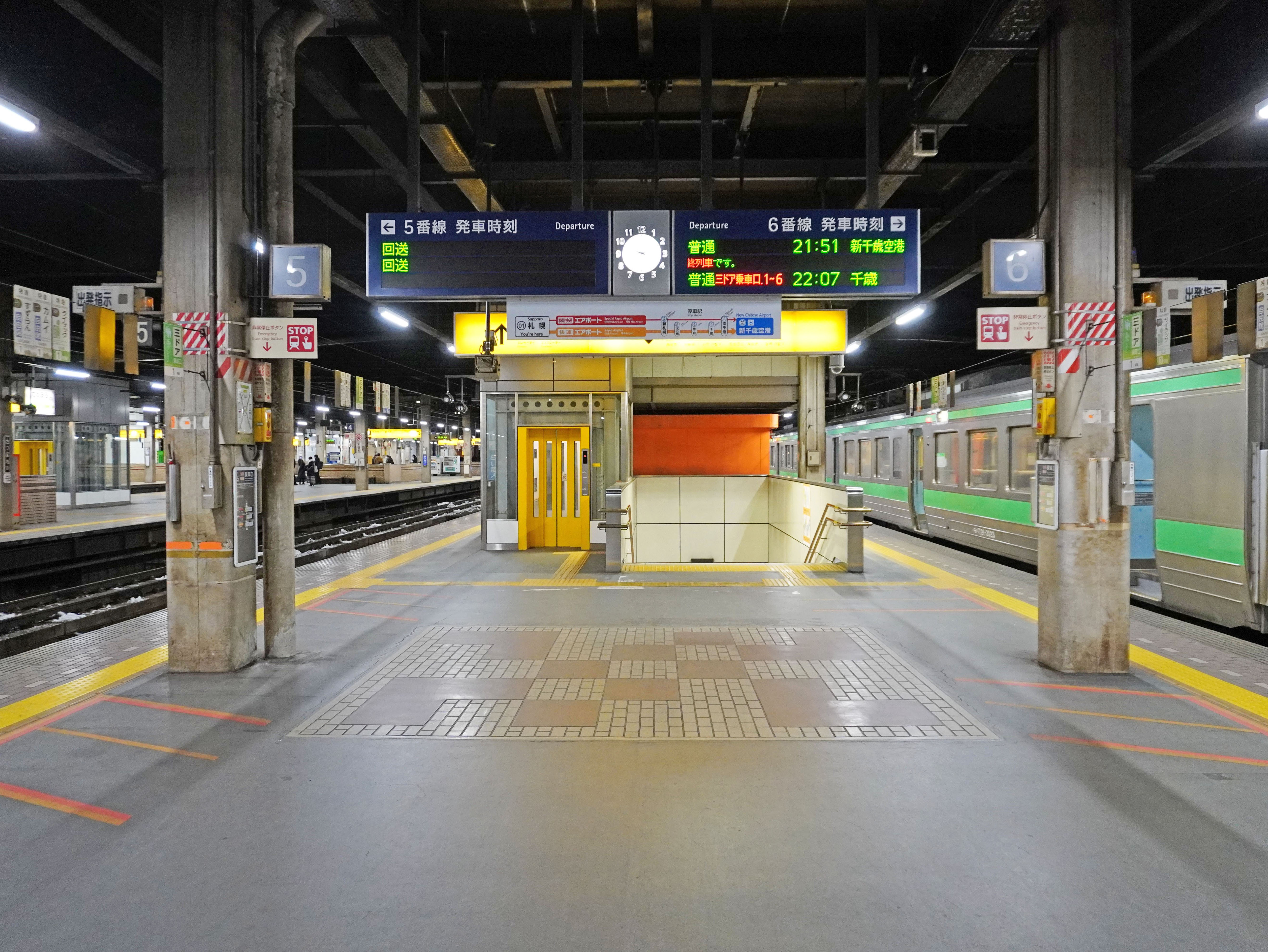
5・6番線ホーム
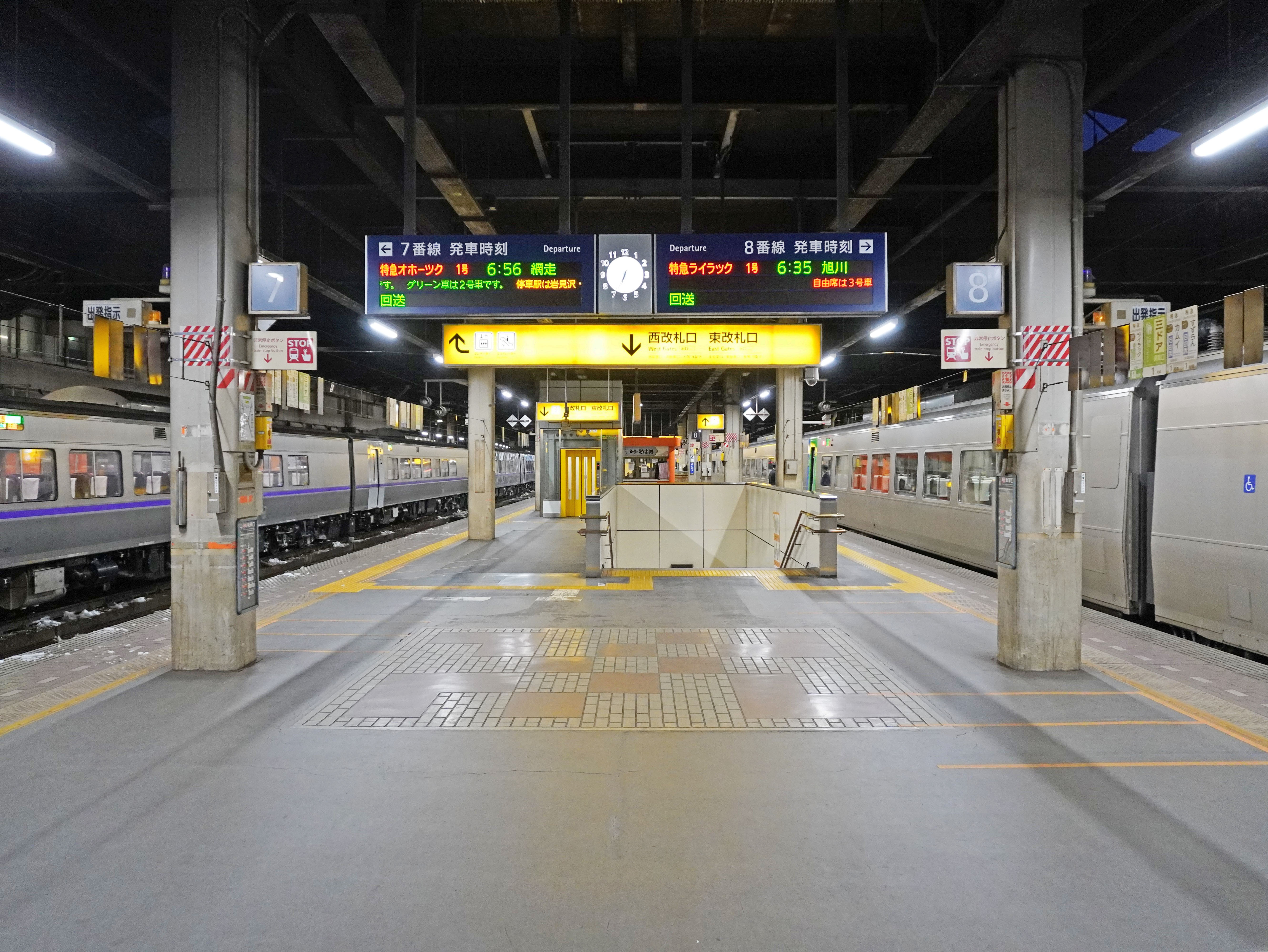
7・8番線ホーム
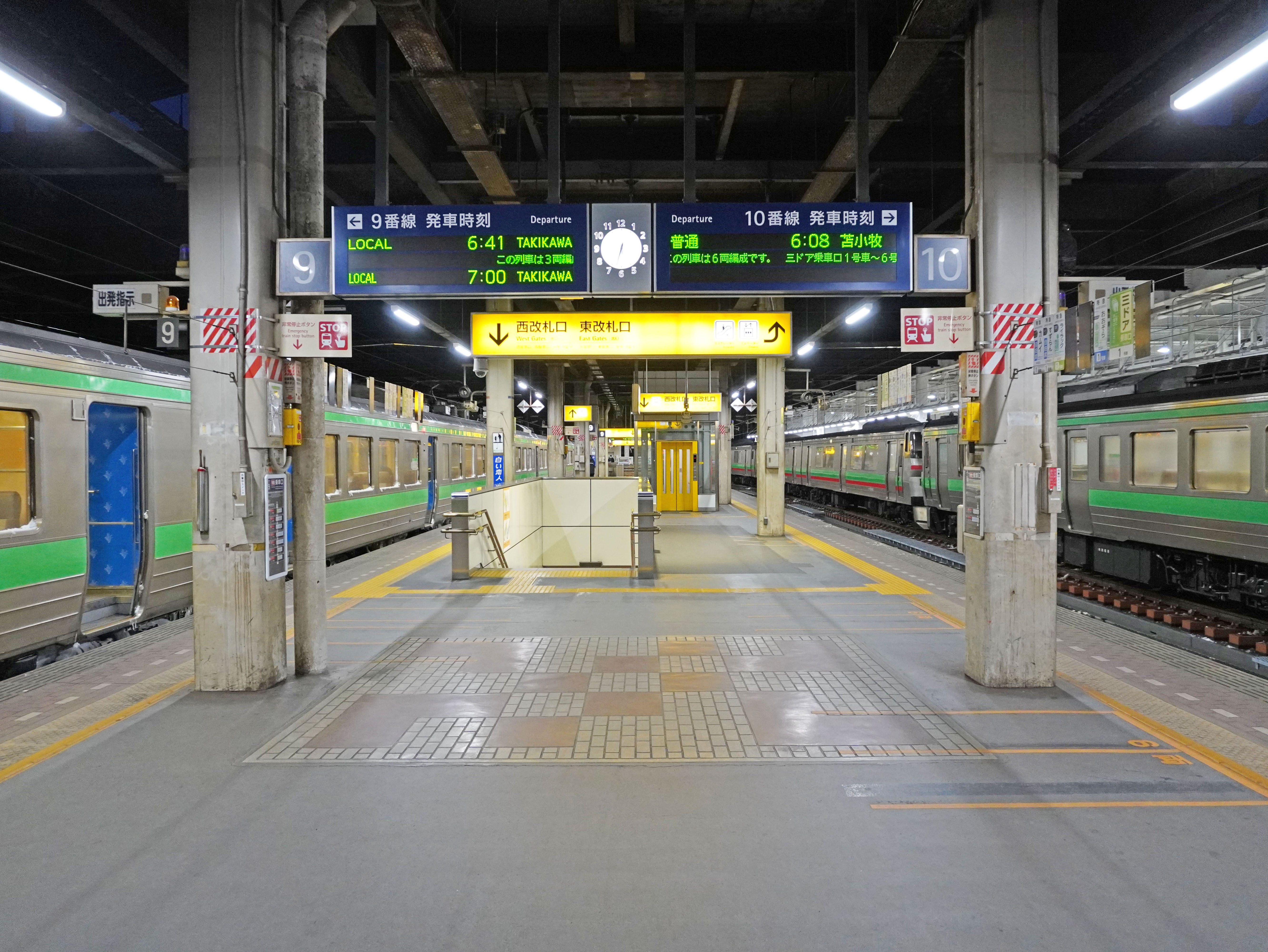
9・10番線ホーム
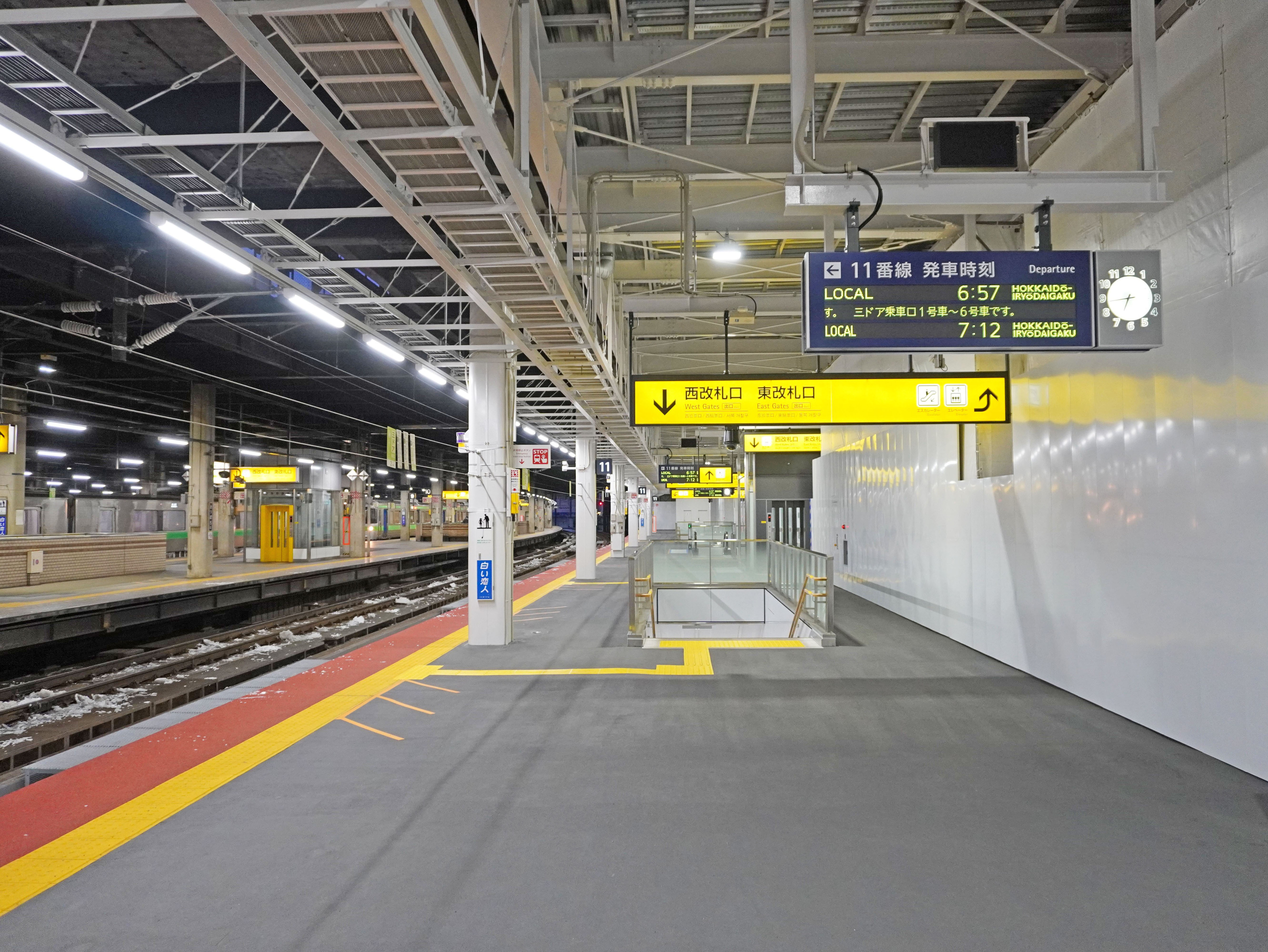
11番線ホーム
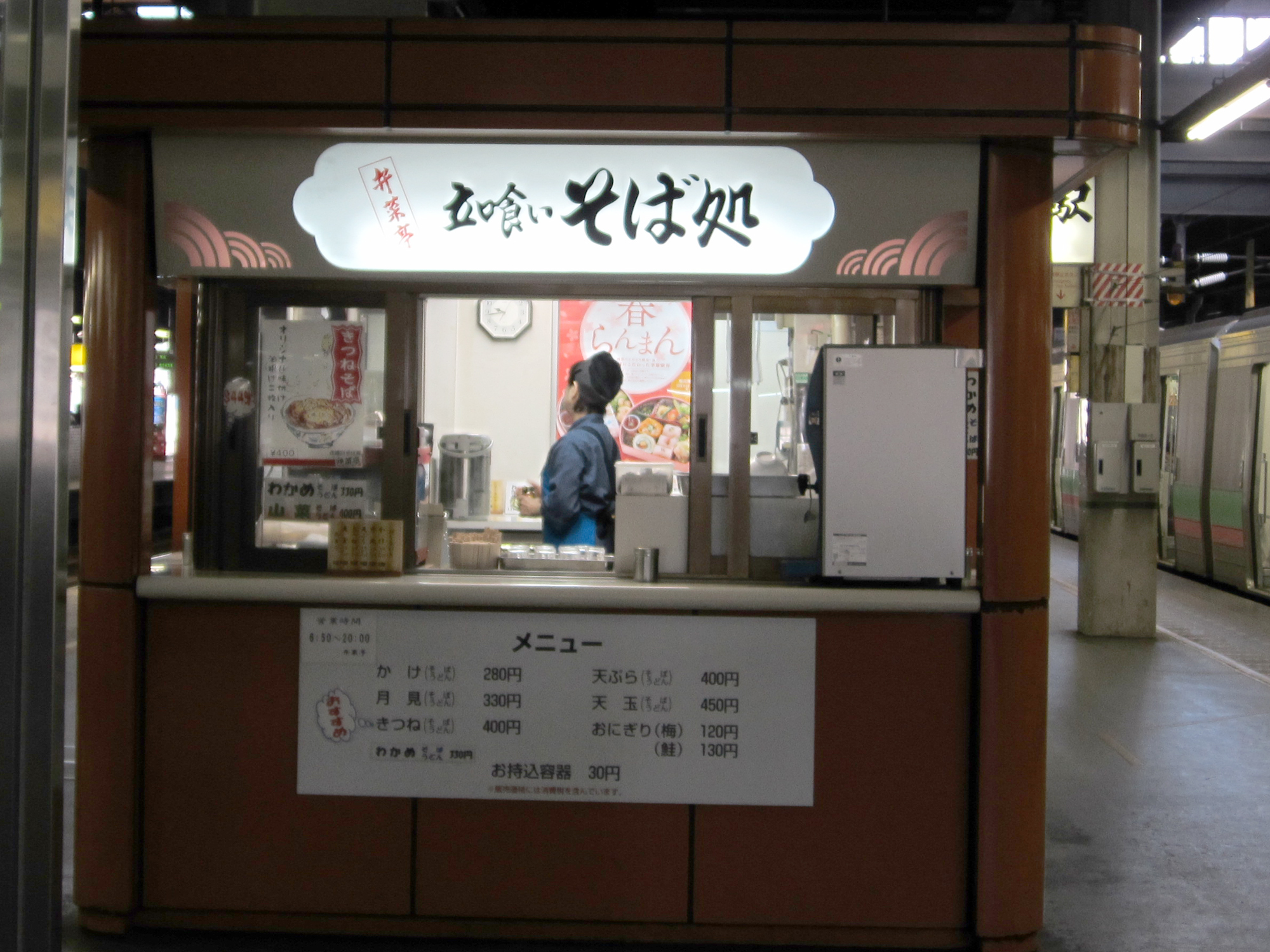
立ち食いそば店
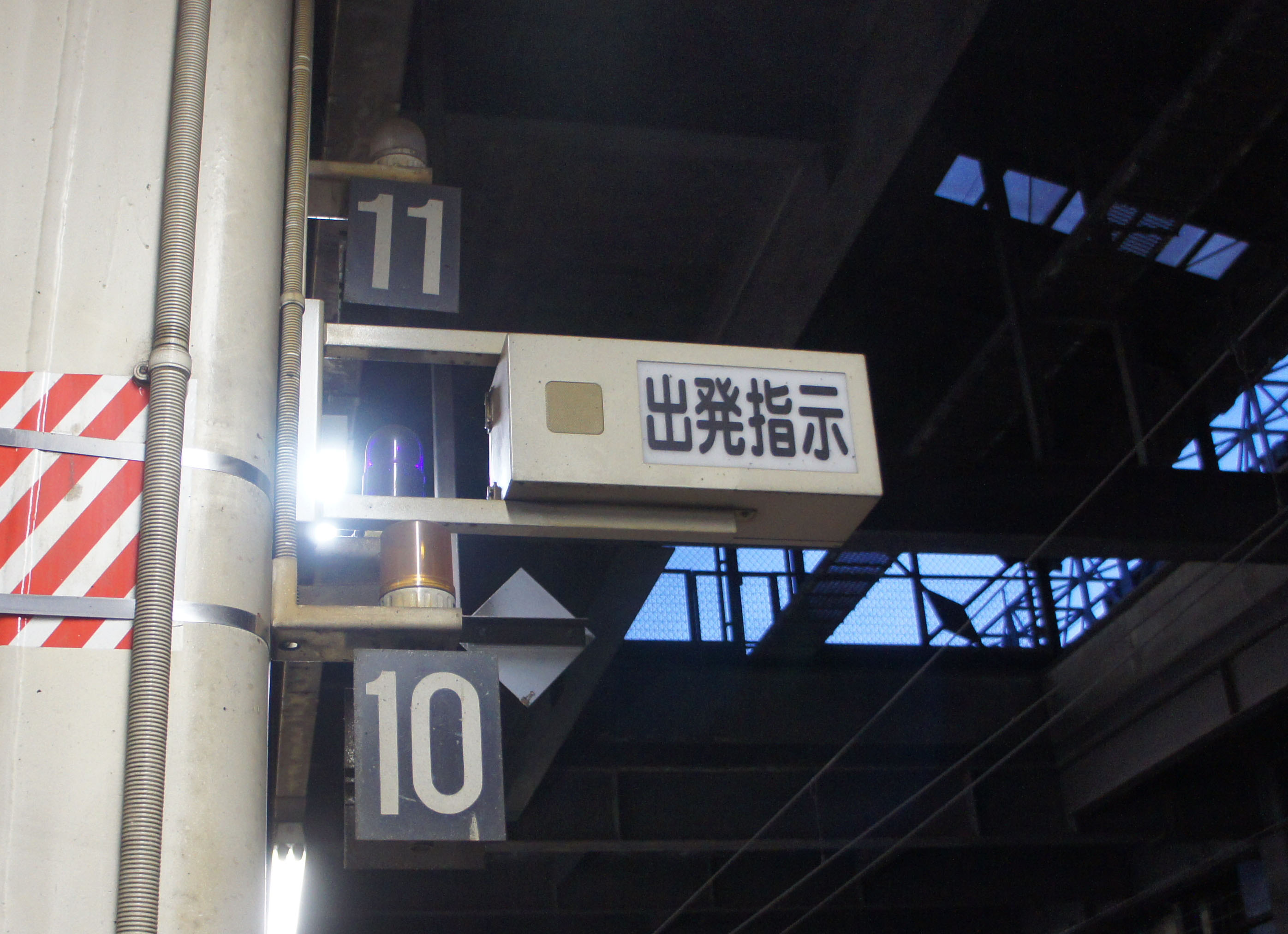
出発指示表示機

### 新幹線
相対式ホーム・0番線と1番線の2面2線で計画されている。
北海道新幹線ホームの位置問題については、後述の「#北海道新幹線ホームの位置を巡る議論」を参照。

### 駅構内の店舗・施設

#### 改札内
- キヨスク（売店・みやげ物販売）[注釈 5]
  - 立ち食いそば店（ホーム上）
- ロッテリア JR札幌店
- 北海道そば「蕎麦紀行」
- ドトールコーヒー（カフェ&バー「シックス・ワンハーフ」閉店後の跡地に出店、2017年12月11日オープン）
- 駅ナカBANK（北洋銀行ATM）

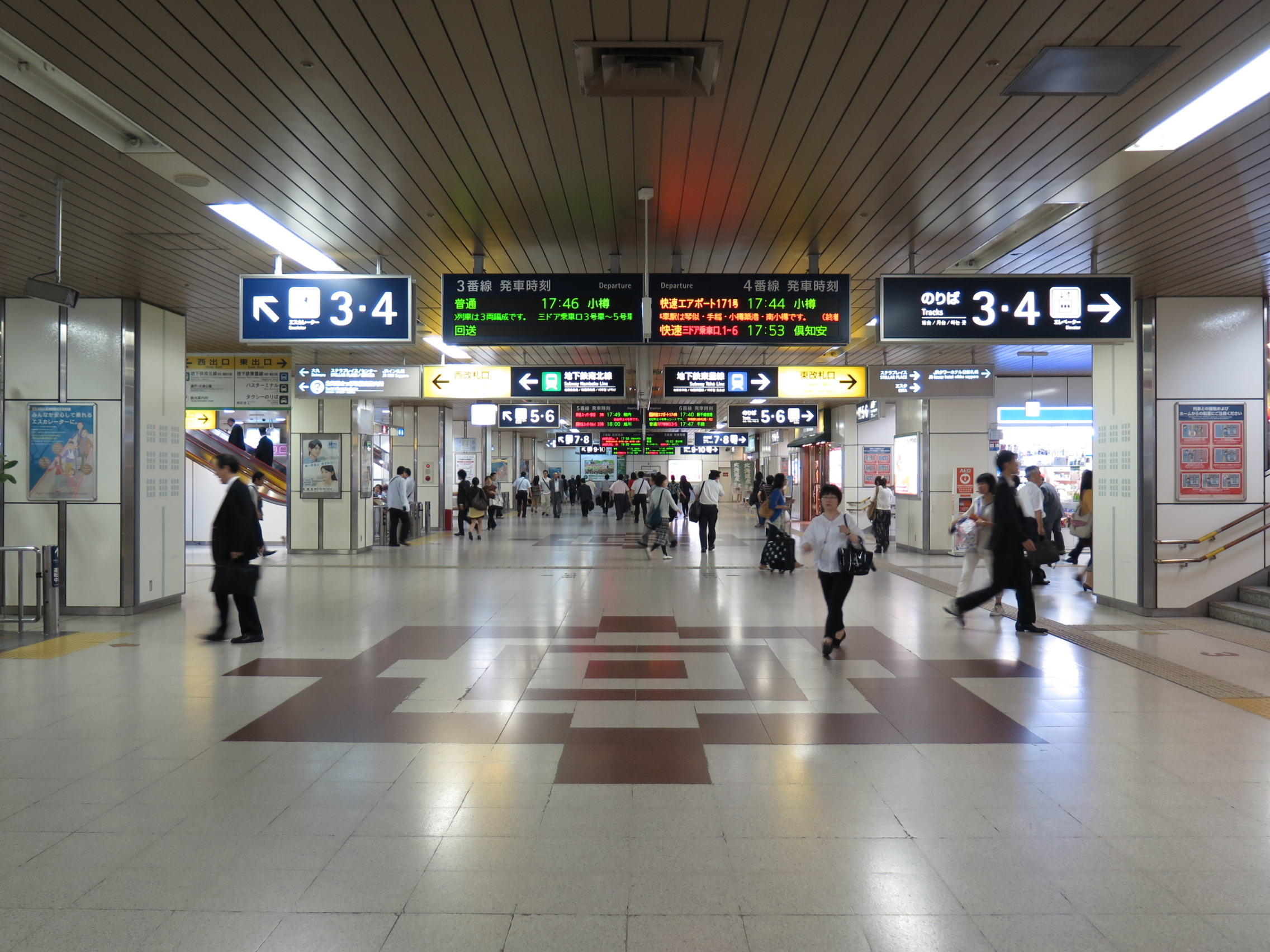
改札内
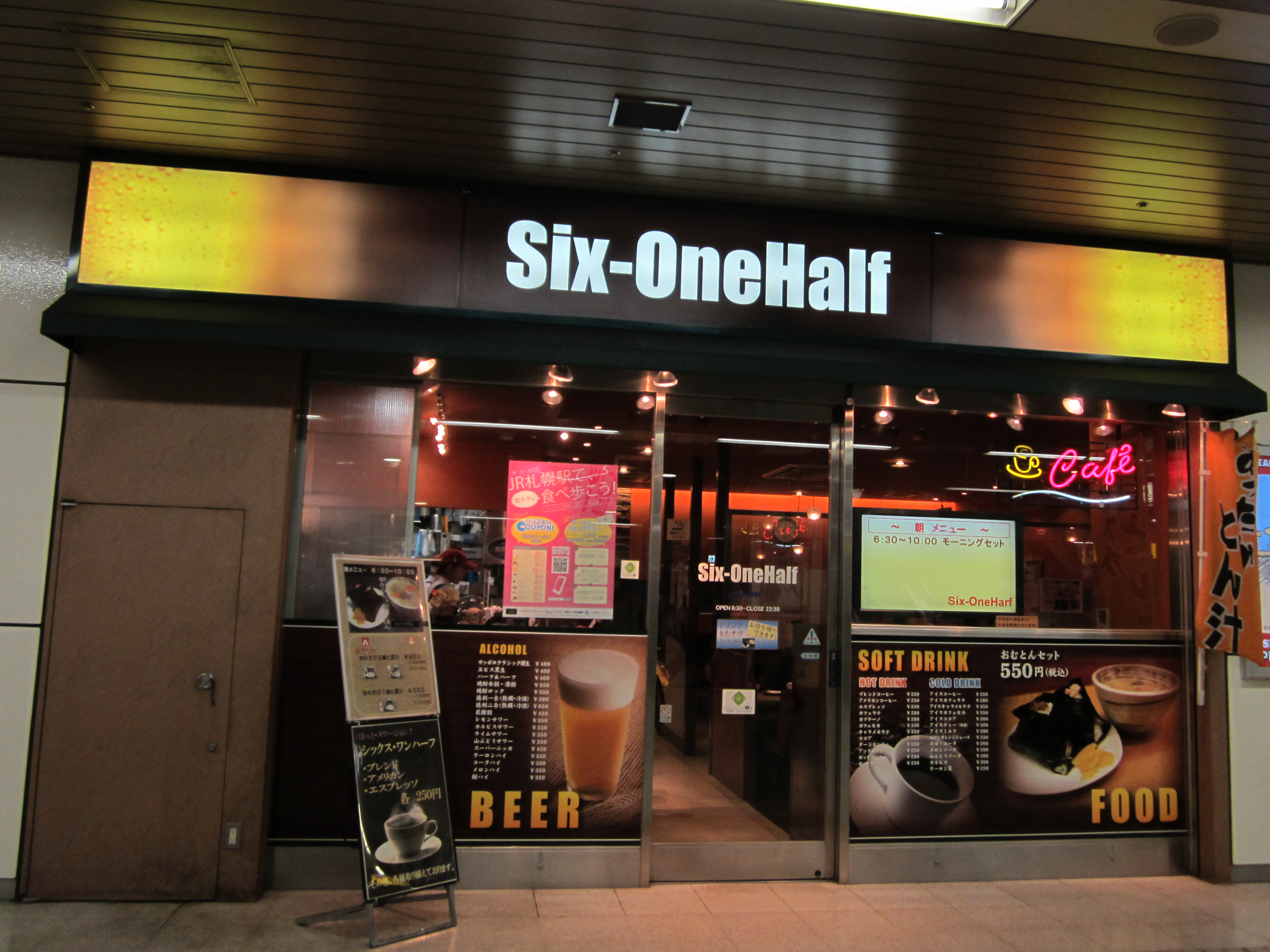
シックス・ワンハーフ（2017年11月に閉店、同年12月にドトールコーヒーが跡地に出店）
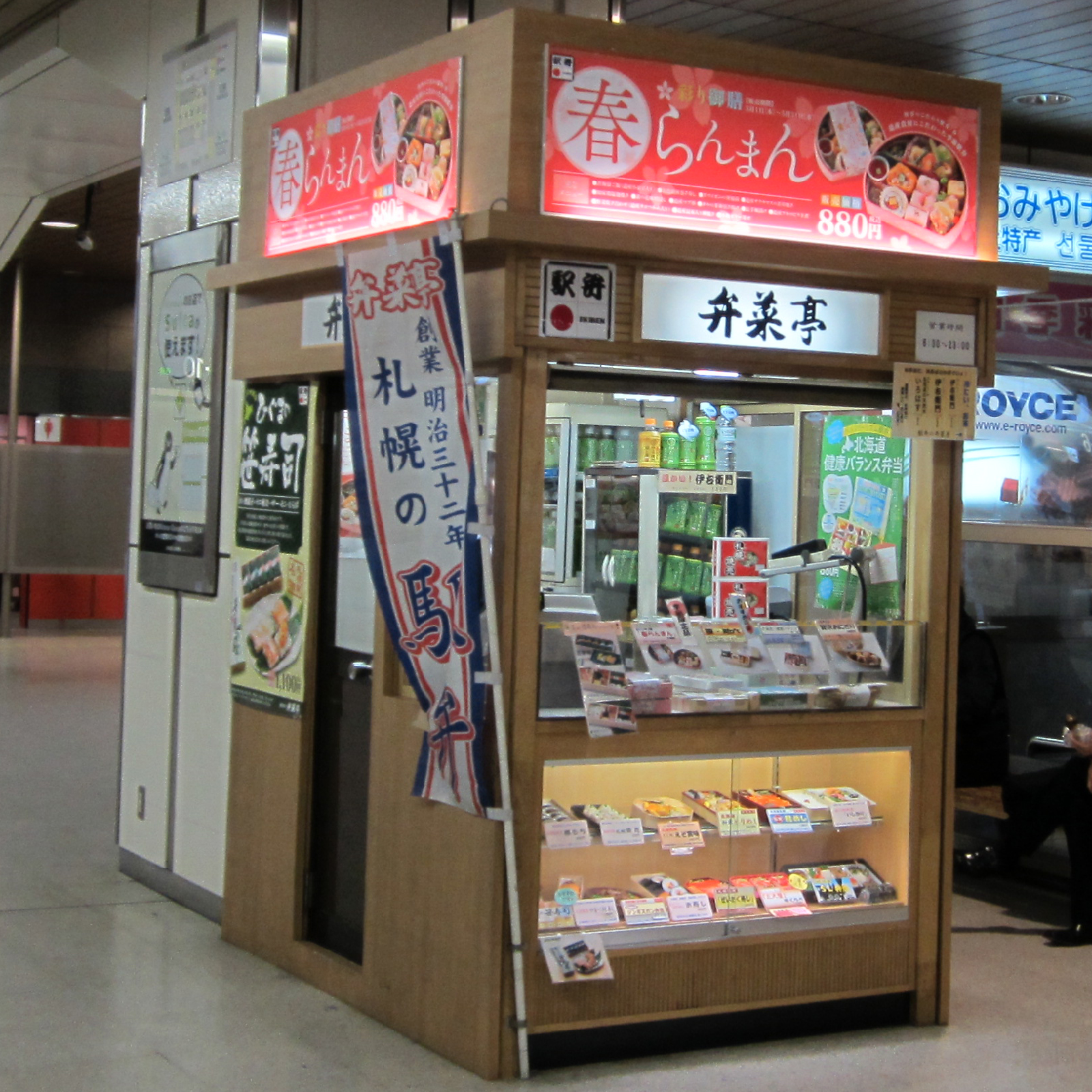
弁菜亭（駅弁販売）
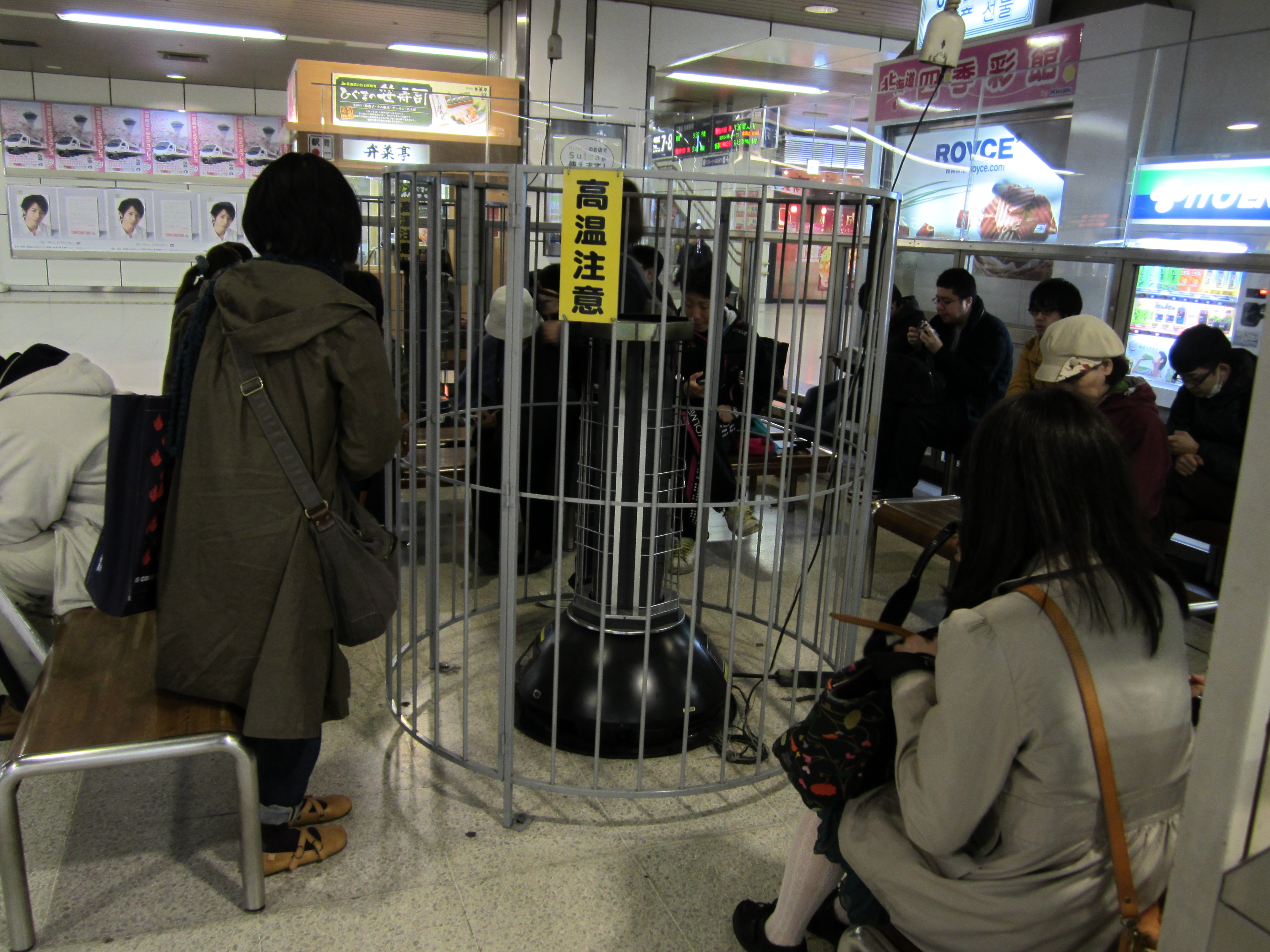
冬季に待合コーナーへ設置されるストーブ

#### 西コンコース

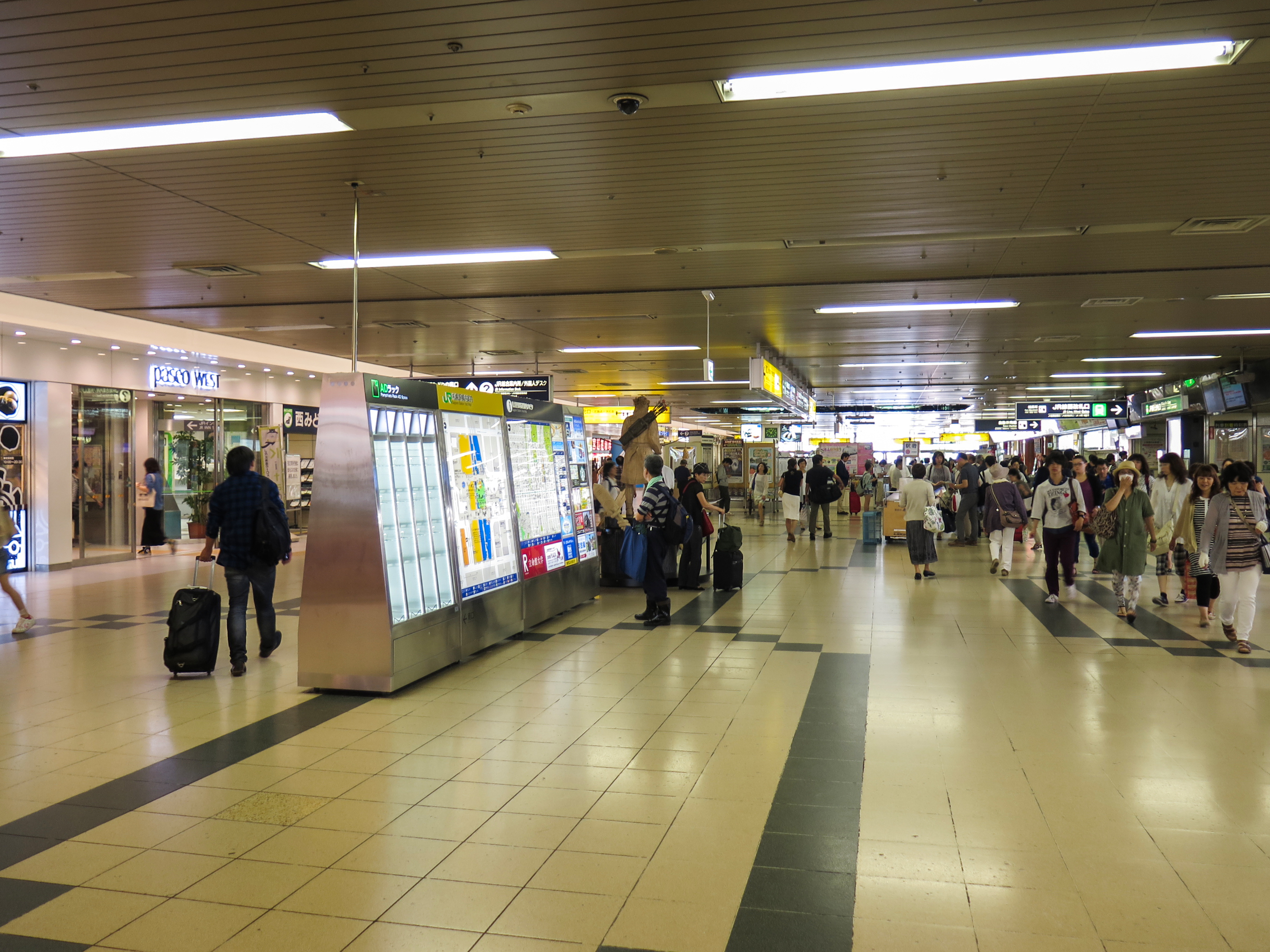
西コンコース
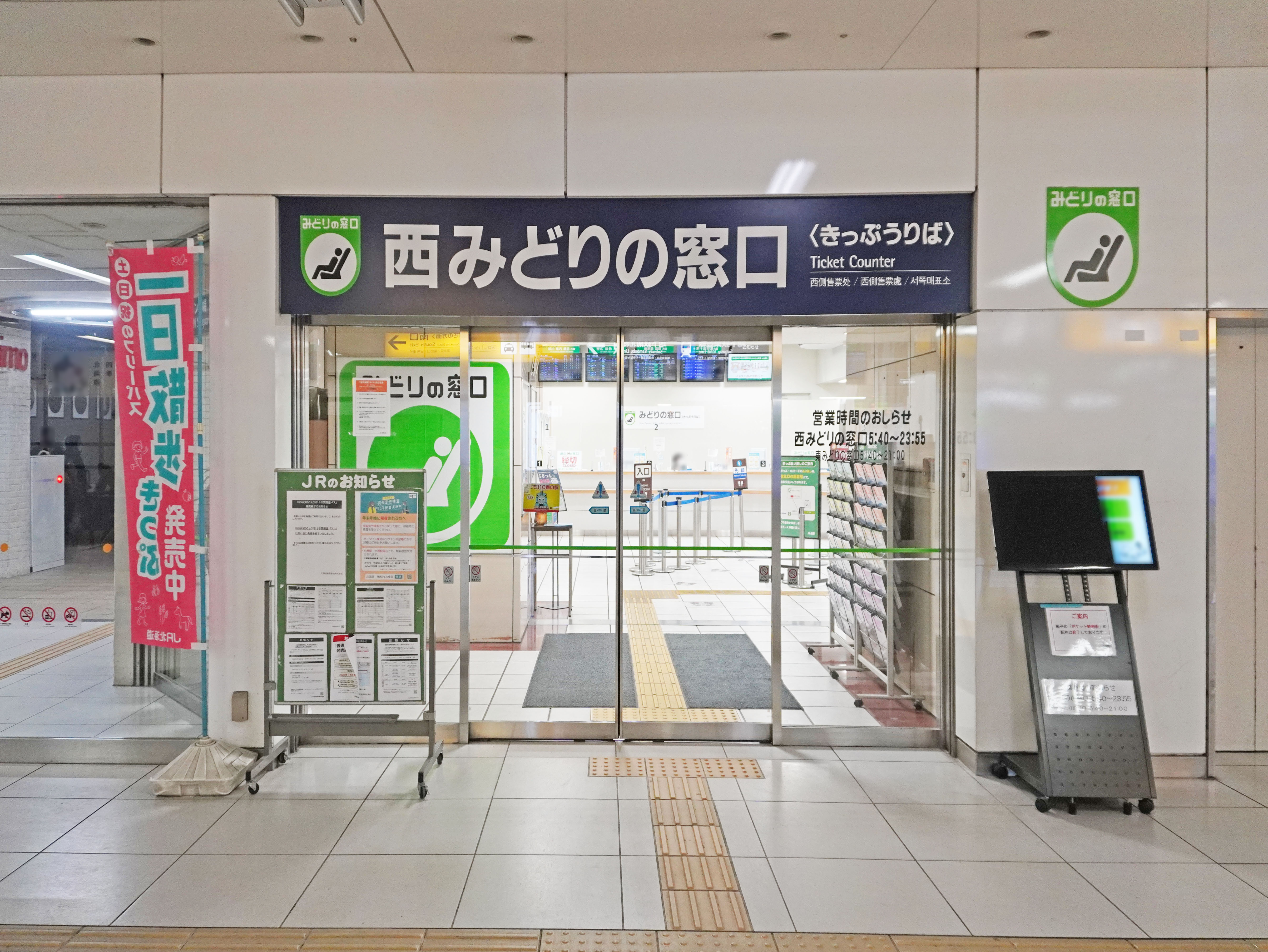
西みどりの窓口(営業時間5:40〜22:00 2024年3月までは23:45)
- SL時計（SL型のからくり時計。1999年に札幌駅立売商会創業100年を記念して設置）
- 札幌駅立売商会による駅弁販売
- 人魚姫像
- 北海道さっぽろ「食と観光」情報館（北海道と札幌市が設置）[27]
  - 北海道さっぽろ観光案内所
  - 北海道ユニバーサル観光センター・札幌
  - JR外国人インフォメーションデスク
  - 北海道どさんこプラザ札幌店
  - 元気ショップいこ～る
- JR総合案内所
- ミスタードーナツ JR札幌ショップ
- VIEW ALTTE
- セブンATM
- QB HOUSE JR札幌駅北口店

- 西コンコース
- 西みどりの窓口

#### 東コンコース
- 東みどりの窓口（営業時間 6:00〜19:00)
- 団体待合所
- 忘れ物センター
- 北海道四季彩館札幌東店
- 北海道警察地域部鉄道警察隊
- VIEW ALTTE

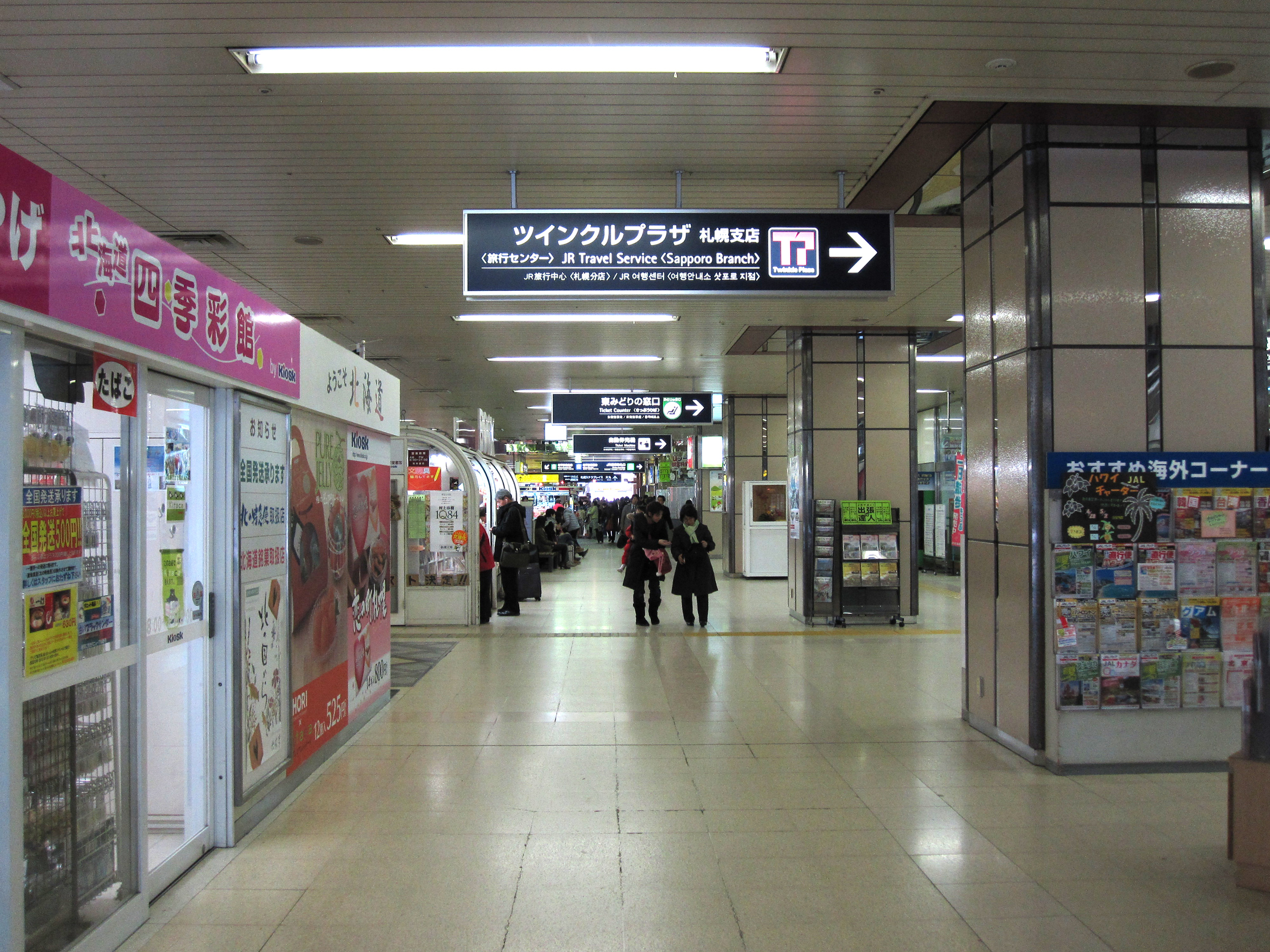
東コンコース
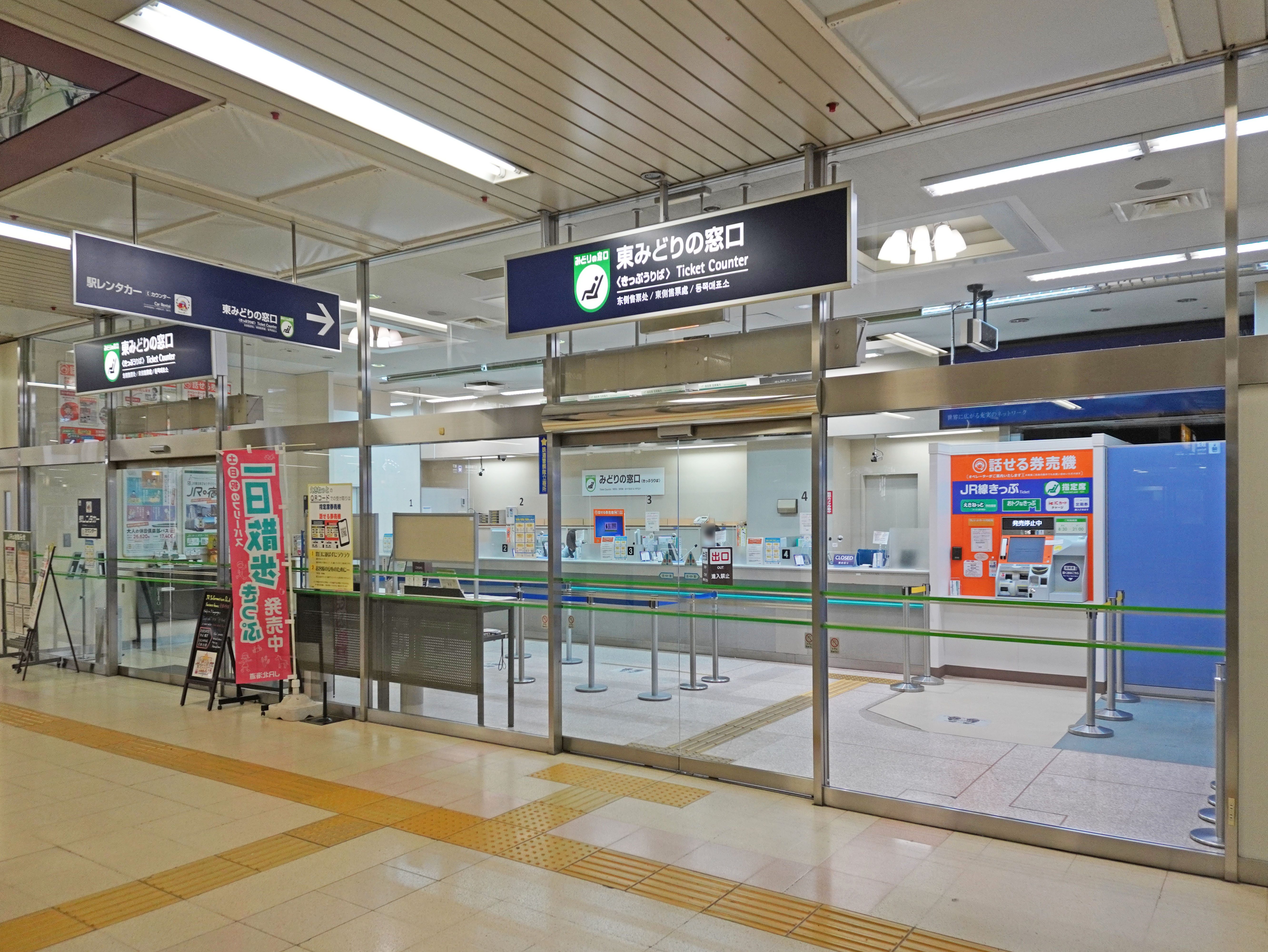
東みどりの窓口
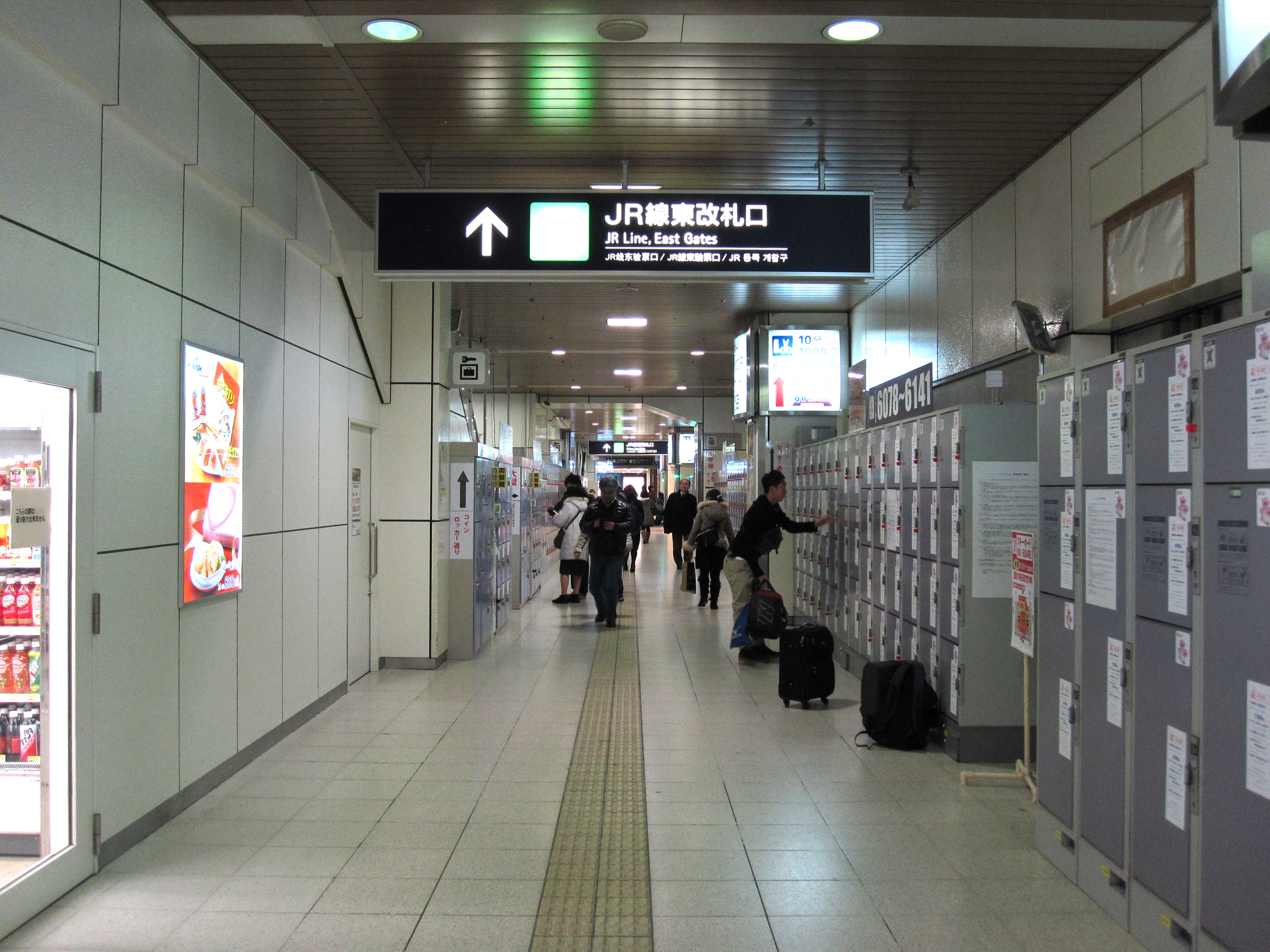
南側連絡通路（2022年11月1日から閉鎖）
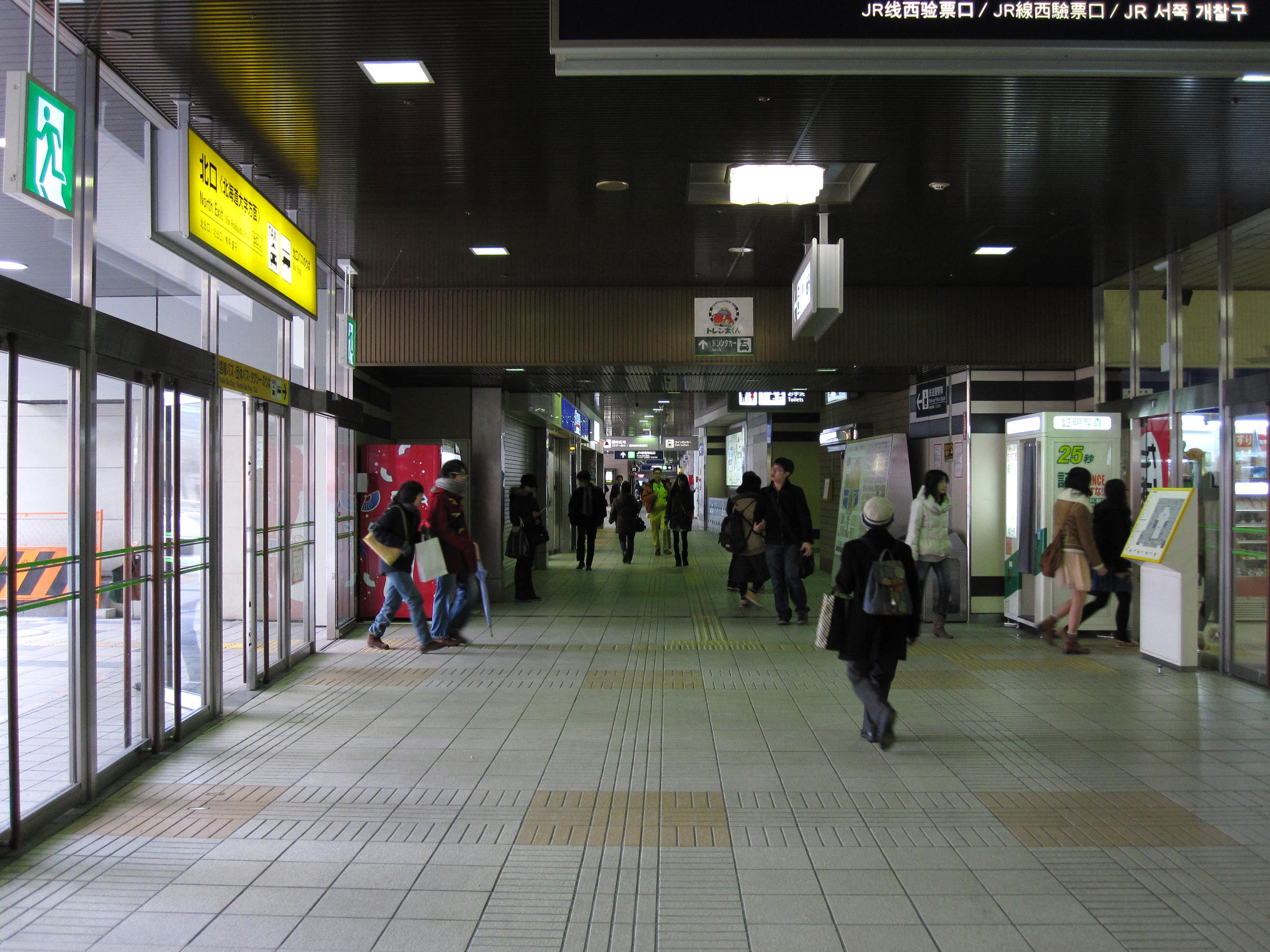
北側連絡通路（2021年10月1日から閉鎖）
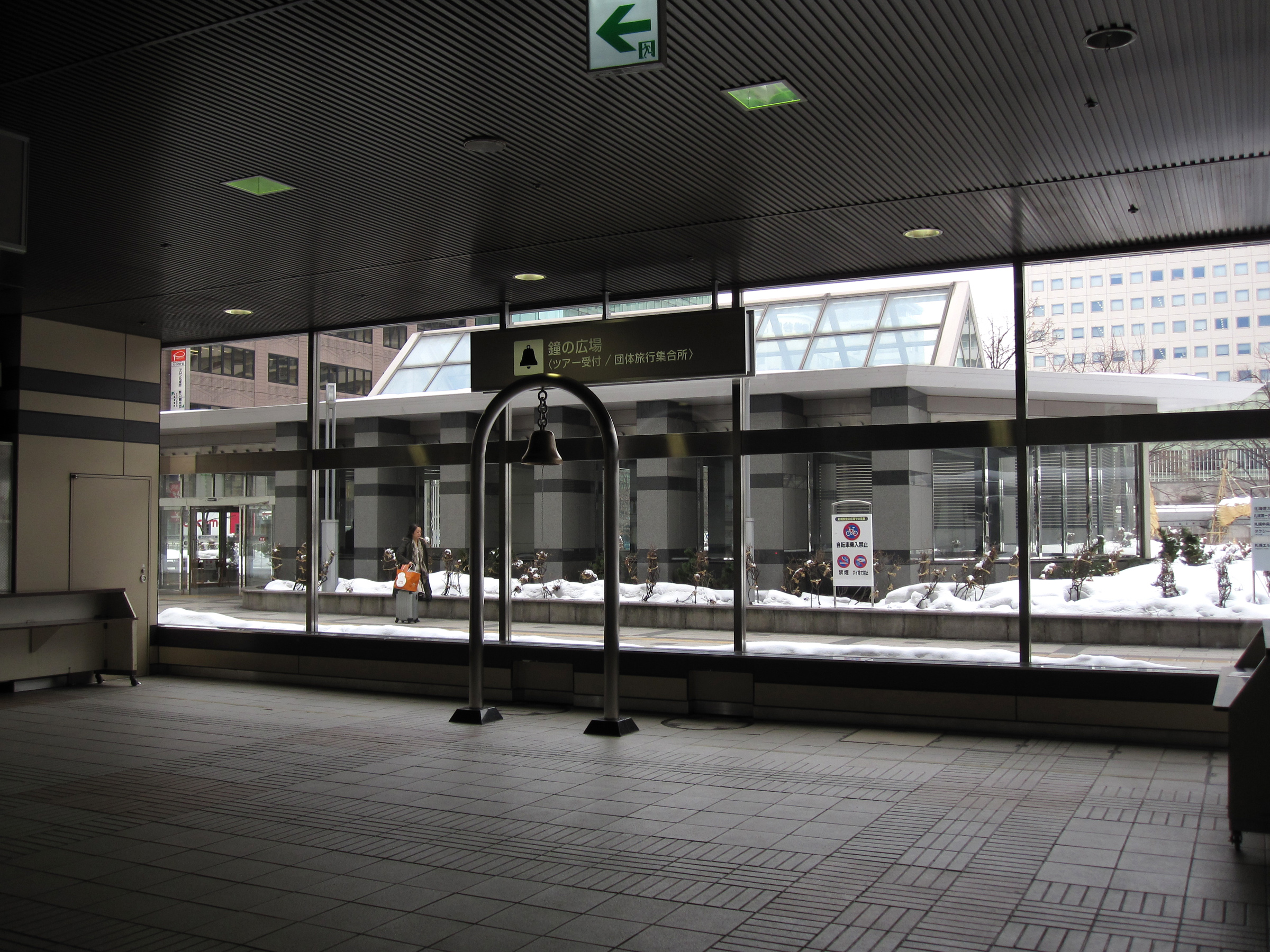
北側連絡通路にあった「鐘の広場」。団体待合所は東コンコースに移転した。

## 駅弁
主な駅弁は下記の通り（いずれも株式会社札幌駅立売商会（弁菜亭）によるもの）。
- 北海道五大めし
- 蟹！かに！蟹！合戦
- 北海海鮮四色めし
- 四種盛りかに小箱弁当
- 石狩鮭めし - 1923年発売のロングセラー駅弁。時代とともにマイナーチェンジを繰り返している。
- うなぎ入り海鮮釜めし
- 肉三昧釜めし
- ひぐまの笹寿司
- 海鮮えぞ賞味
- ジンギスカン丼
- ホッキホタテバター焼き弁当
- 鹿肉とハスカップごはん弁当
- 三種の神器
- 三大蟹そぼろ弁当
- 幕の内弁当いしかり
- 北海道知床とりめし
- やまべ鮭寿し

## 利用状況
JR北海道によると、2023年度の1日平均乗車人員は84,015人である。同社の駅かつ北海道内で最も利用客の多い駅であり、ここ数年は増加傾向にある。2023年現在、2番目に利用客が多い新千歳空港駅（18,726人）の約4.5倍であり、当駅に一極集中していることが窺える。
近年の1日平均乗車人員の推移は下表の通りである。
| 年度               | 1日平均乗車人員                     | 1日平均乗車人員                         | 出典   |
| 年度               | 旅行センター・旅行業者 の扱分を含む | 旅行センター・旅行業者 の扱分を含まない | 出典   |
| ------------------ | ----------------------------------- | --------------------------------------- | ------ |
| 1970年（昭和45年） |                                     | 39,369                                  | [ 30 ] |
| 1975年（昭和50年） |                                     | 55,223                                  | [ 30 ] |
| 1980年（昭和55年） |                                     | 52,061                                  | [ 30 ] |
| 1985年（昭和60年） |                                     | 46,897                                  | [ 30 ] |
| 1989年（平成元年） |                                     | 59,022                                  | [ 30 ] |
| 1990年（平成02年） |                                     | 63,478                                  | [ 30 ] |
| 1991年（平成03年） |                                     | 68,004                                  | [ 30 ] |
| 1992年（平成04年） |                                     | 72,268                                  | [ 30 ] |
| 1993年（平成05年） |                                     | 75,261                                  | [ 30 ] |
| 1994年（平成06年） |                                     | 81,355                                  | [ 30 ] |
| 1995年（平成07年） |                                     | 83,300                                  | [ 30 ] |
| 1996年（平成08年） |                                     | 83,641                                  | [ 30 ] |
| 1997年（平成09年） |                                     | 82,556                                  | [ 30 ] |
| 1998年（平成10年） |                                     | 81,598                                  | [ 30 ] |
| 1999年（平成11年） |                                     | 79,481                                  | [ 30 ] |
| 2000年（平成12年） |                                     | 78,790                                  | [ 30 ] |
| 2001年（平成13年） |                                     | 78,043                                  | [ 30 ] |
| 2002年（平成14年） | 81,180                              | 78,989                                  | [ 30 ] |
| 2003年（平成15年） | 84,040                              | 81,623                                  | [ 30 ] |
| 2004年（平成16年） | 85,000                              | 82,527                                  | [ 30 ] |
| 2005年（平成17年） | 86,830                              | 84,391                                  | [ 30 ] |
| 2006年（平成18年） | 87,310                              | 84,932                                  | [ 30 ] |
| 2007年（平成19年） | 87,780                              | 85,494                                  | [ 30 ] |
| 2008年（平成20年） | 88,140                              | 86,047                                  | [ 30 ] |
| 2009年（平成21年） | 87,490                              | 85,643                                  | [ 30 ] |
| 2010年（平成22年） | 87,790                              | 86,393                                  | [ 30 ] |
| 2011年（平成23年） | 90,050                              | 88,531                                  | [ 30 ] |
| 2012年（平成24年） | 91,575                              |                                         | [ 30 ] |
| 2013年（平成25年） | 93,152                              |                                         | [ 30 ] |
| 2014年（平成26年） | 93,313                              |                                         | [ 30 ] |
| 2015年（平成27年） | 95,288                              |                                         | [ 30 ] |
| 2016年（平成28年） | 97,652                              |                                         | [ 30 ] |
| 2017年（平成29年） | 99,436                              |                                         | [ 30 ] |
| 2018年（平成30年） | 99,593                              |                                         | [ 30 ] |
| 2019年（令和元年） | 98,122                              |                                         | [ 30 ] |
| 2020年（令和02年） | 64,571                              |                                         | [ 31 ] |
| 2021年（令和03年） | 66,153                              |                                         | [ 32 ] |
| 2022年（令和04年） | 77,264                              |                                         | [ 33 ] |
| 2023年（令和05年） | 84,015                              |                                         | [ 29 ] |

## 駅周辺

### 南口<大通公園・すすきの方面>
南口から札幌駅前通を約700m南下した大通公園周辺まで、オフィスビルや商業施設、ホテルなどが数多く立ち並んでいる。
2020年10月30日には、札幌西武跡に高さ約220mの高層棟と約60mの低層棟からなる複合ビルを整備する事業計画案の概要を、ヨドバシカメラなどでつくる再開発準備組合が示した。同年11月2日から縦覧が始まる札幌市の環境アセスメント手続きの「環境影響評価方法書」で示したのち、2021年度の都市計画決定を経て着工を行い、2020年代中頃の完成が予定されている。
その周辺には多数の医療機関が集積している。
金融機関は、北海道内を主な営業区域とする北洋銀行と北海道銀行、北海道信用金庫の本店営業部が大通地区に所在する。また、札幌市外に本店を置く道内の信用金庫（苫小牧信用金庫・室蘭信用金庫・日高信用金庫・稚内信用金庫・北星信用金庫・大地みらい信用金庫）、東京・大阪に本店を置く銀行（みずほ銀行・みずほ信託銀行・三井住友銀行・三井住友信託銀行・三菱UFJ銀行・三菱UFJ信託銀行・りそな銀行・SBI新生銀行・あおぞら銀行）、東北地方・北陸地方・静岡県に本店を置く銀行（青森みちのく銀行・秋田銀行・第四北越銀行・七十七銀行・北陸銀行・スルガ銀行）の札幌支店、信金中央金庫北海道支店、商工組合中央金庫札幌支店、ホクレン農業協同組合連合会本所、北海道信用農業協同組合連合会（JAバンク北海道）本所、札幌市農業協同組合（JAさっぽろ）中央支店、北海道漁業協同組合連合会（ぎょれん）本所が周辺に所在する。
マスメディアは、2018年のHTB移転により、道内の全テレビ局（NHK・HBC・STV・HTB・TVh・UHB）が北1条通周辺に所在している。新聞社は、北海道新聞社本社が大通地区に、朝日新聞社・毎日新聞社・読売新聞社の北海道支社が周辺にそれぞれ所在している。ラジオ局は、AIR-G'が大通地区に、NORTH WAVEは北口側にある。

#### 駅ビル・商業施設
- 札幌市営地下鉄南北線・東豊線 さっぽろ駅
- JRタワー
  - 札幌ステラプレイス（札幌シネマフロンティアなど）
  - アピア
  - JRタワーホテル日航札幌
  - JRタワーオフィスさっぽろ
  - メディカルプラザ札幌
- 大丸札幌店
  - ポケモンセンターサッポロ
- 東急百貨店さっぽろ店
  - ビックカメラ札幌店
  - ユニクロ東急百貨店さっぽろ店
  - ジーユー東急百貨店さっぽろ店
  - ハンズ札幌店
- sapporo55ビル
  - キャリアバンク札幌本社
  - 紀伊國屋書店札幌本店
  - 小樽商科大学札幌サテライト
  - 北海道教育大学サテライト
  - 札幌大学サテライトキャンパス
  - TAC札幌校
- 東横INN札幌駅南口

#### 官公庁・公的施設
- 北海道庁・石狩振興局（北海道庁舎）
  - 北海道庁旧本庁舎（赤レンガ庁舎）
- 北海道警察本部
- 北海道札幌方面中央警察署
- 札幌商工会議所
- 札幌市時計台（旧札幌農学校演武場）
- 北海道大学植物園
- JR札幌病院
- 国家公務員共済組合連合会斗南病院

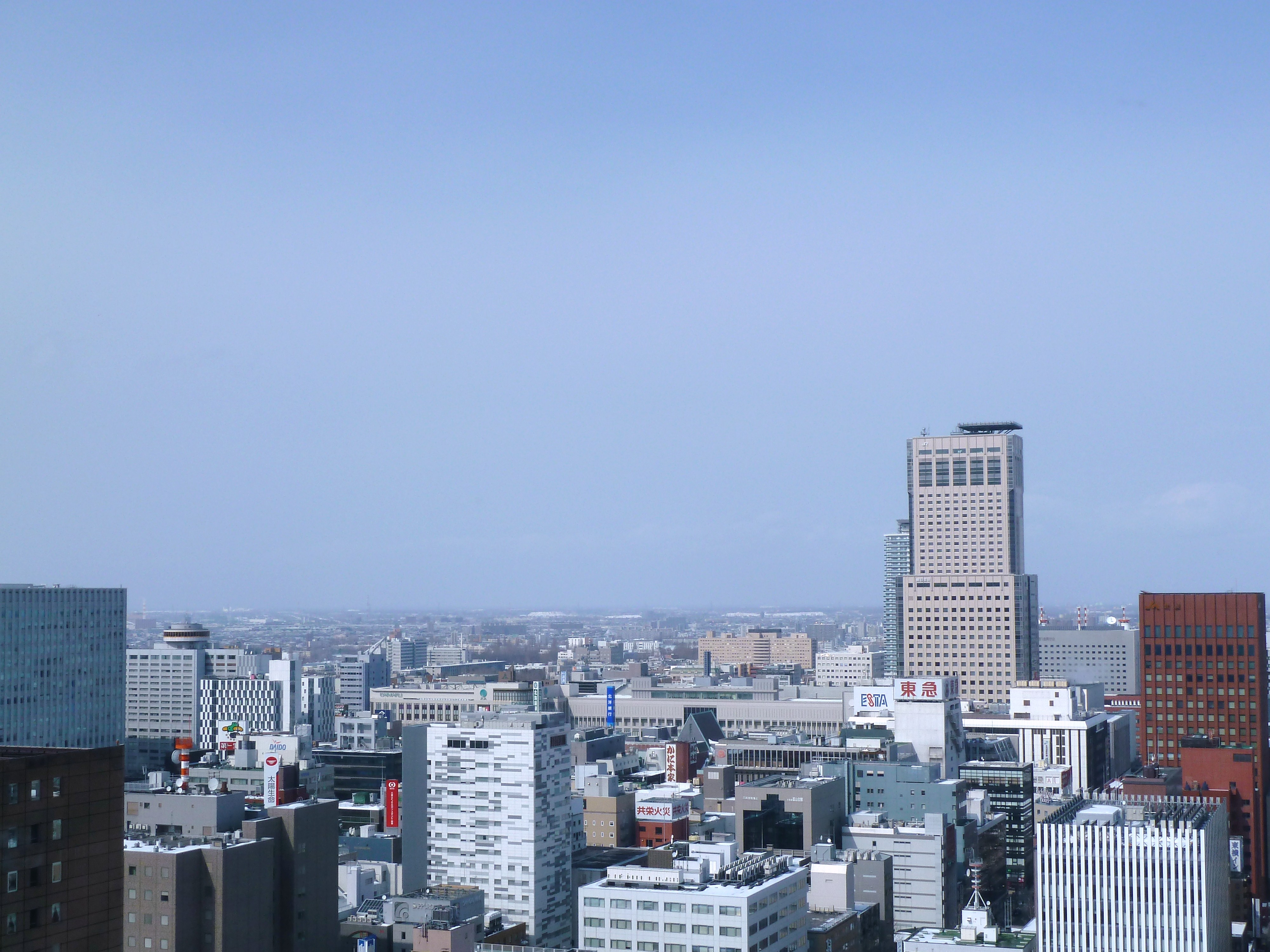
南口周辺の俯瞰
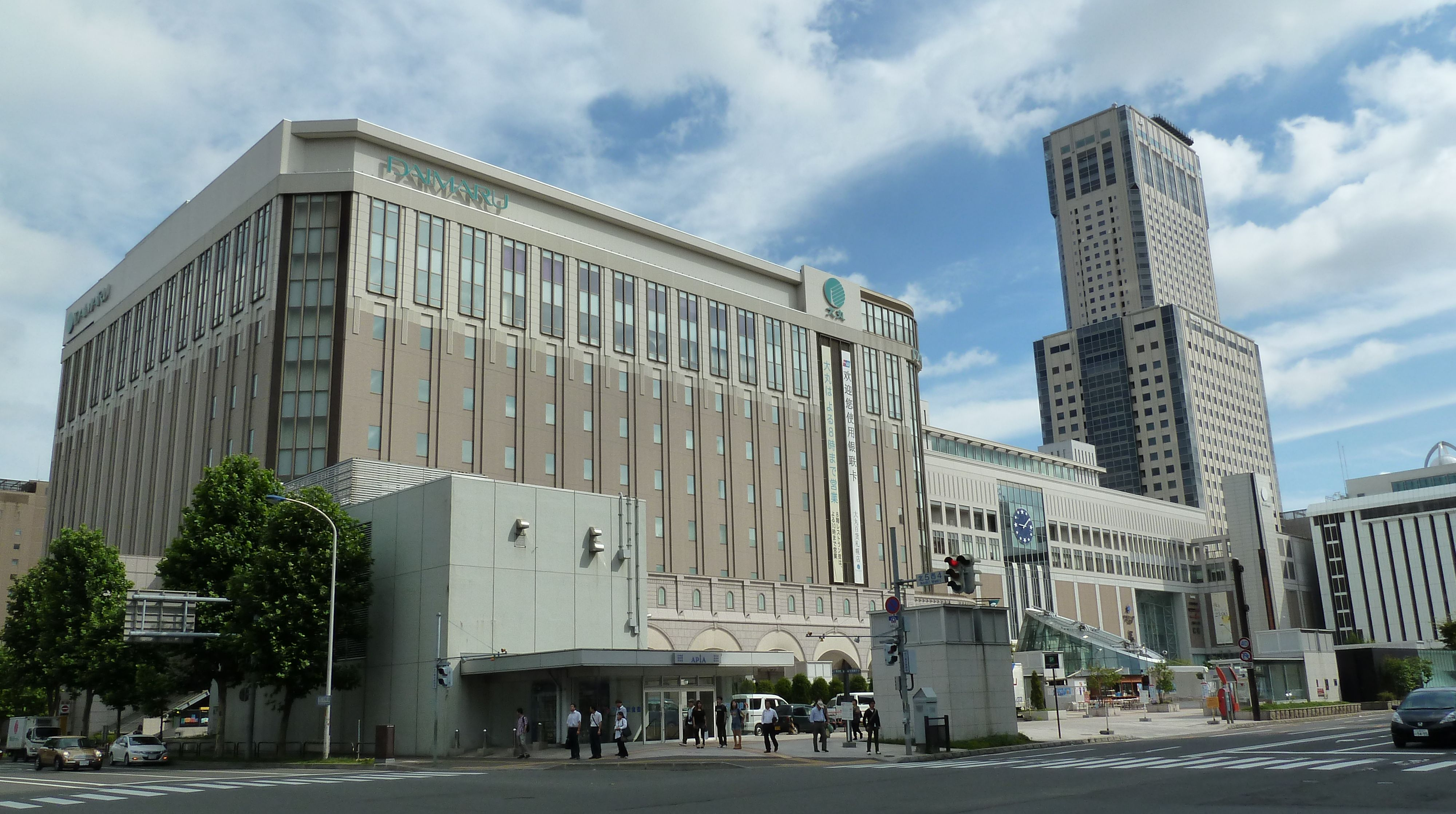
大丸札幌店
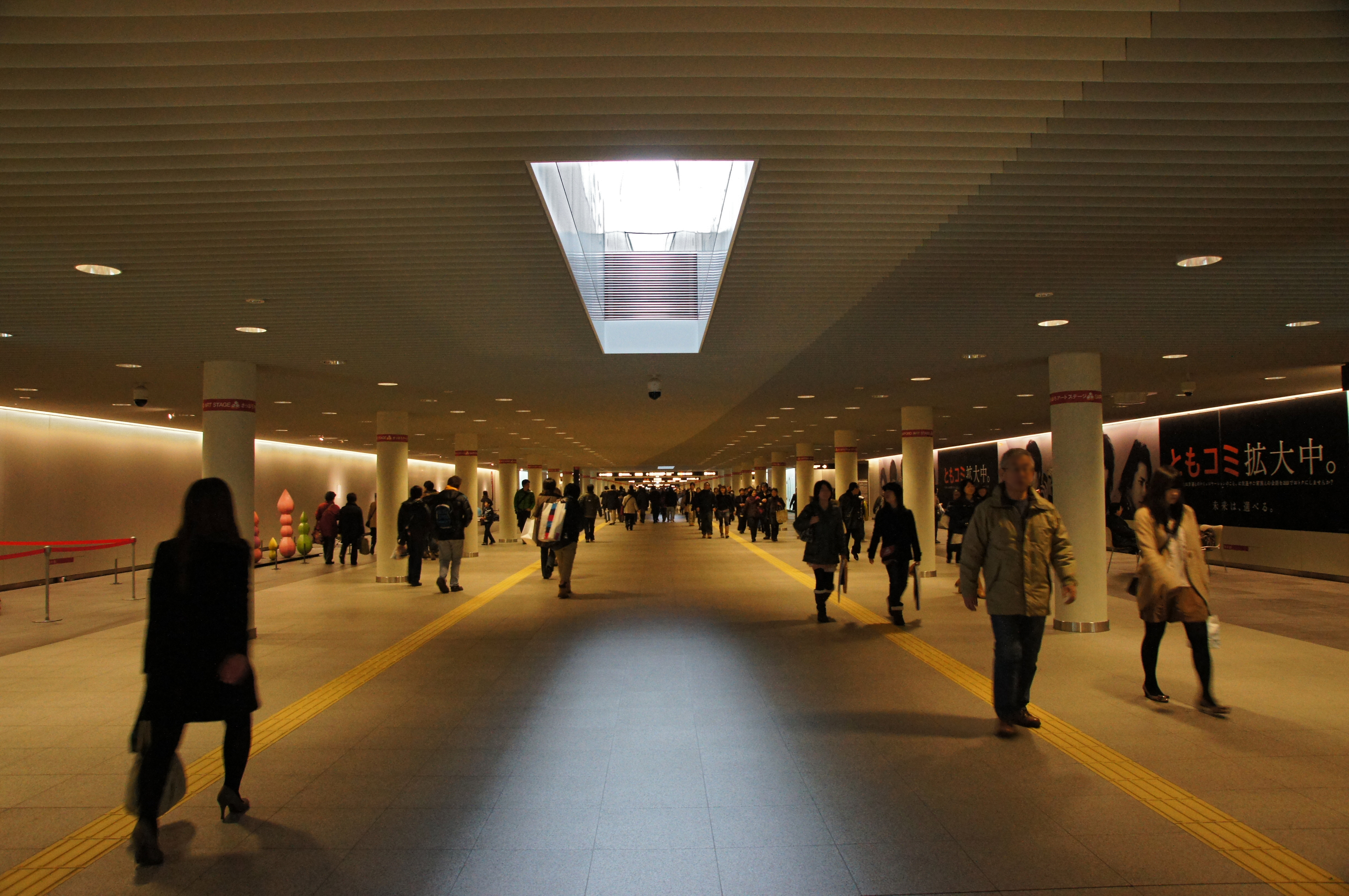
札幌駅前通地下歩行空間（チ･カ･ホ）
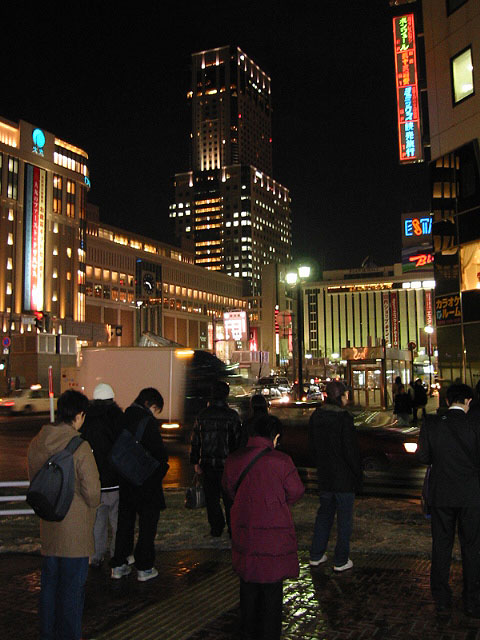
夜の南口周辺
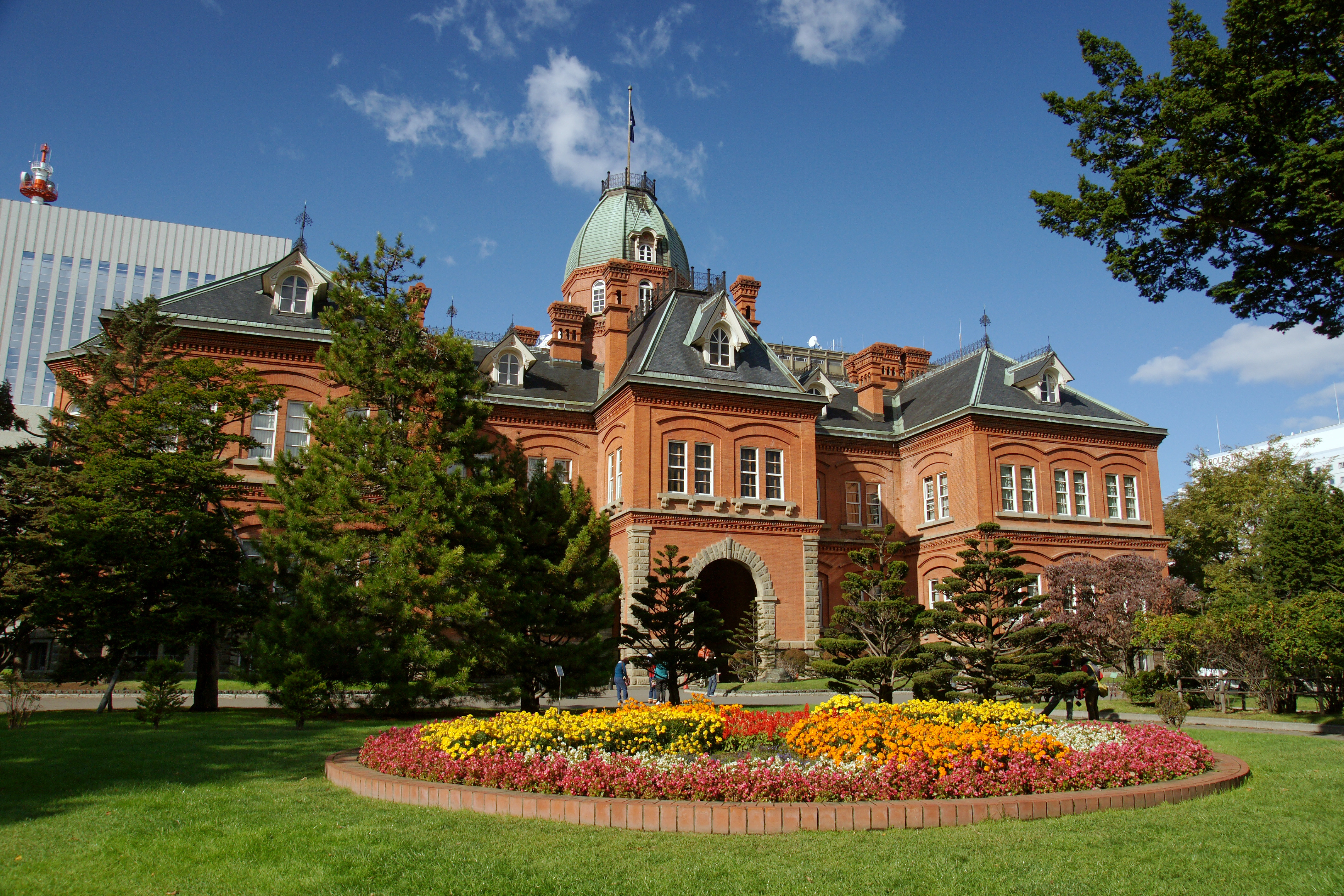
北海道庁旧本庁舎（赤レンガ庁舎）
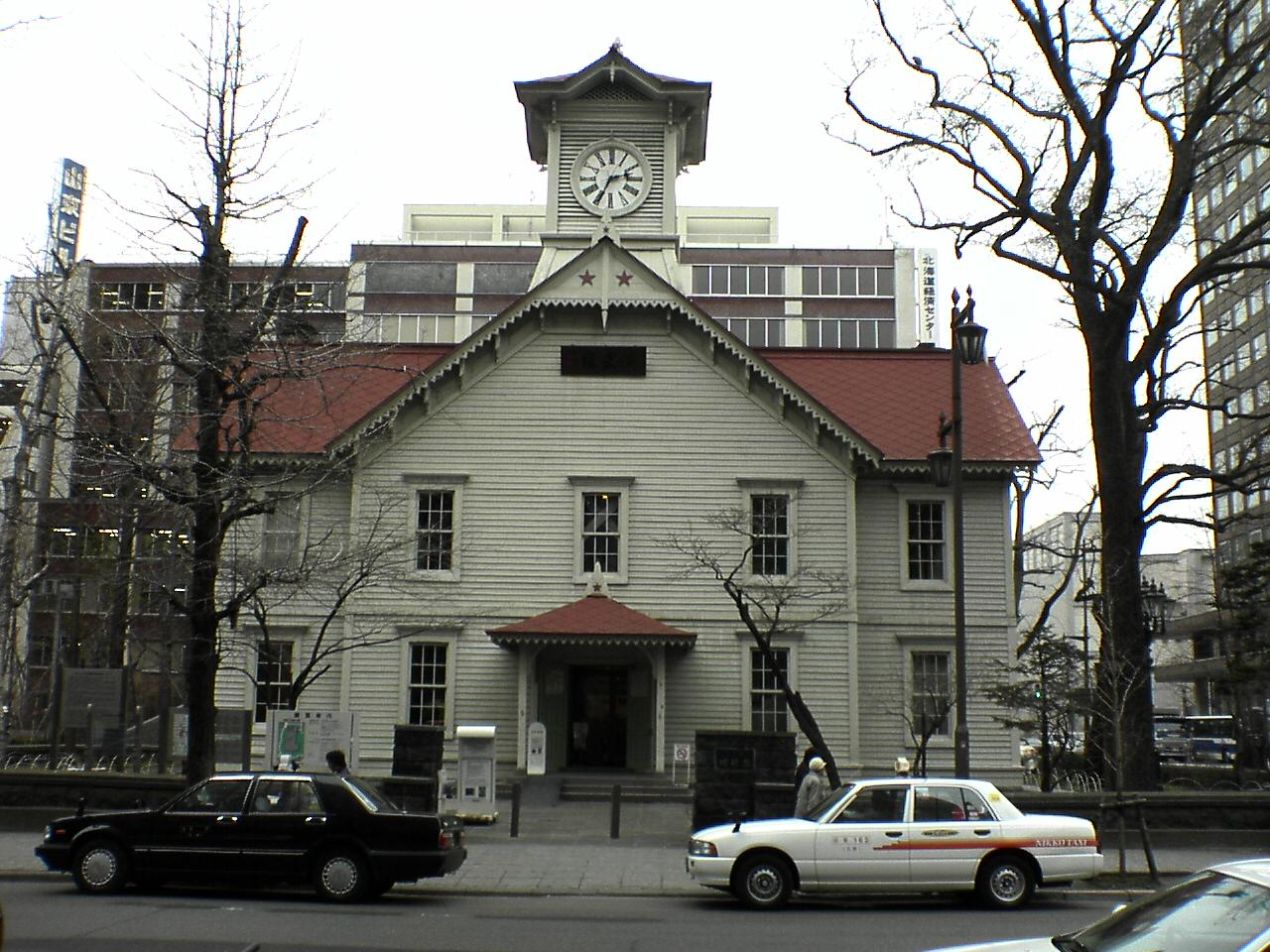
札幌市時計台

### 北口<北海道大学方面>
当駅以北は北海道大学や藤女子大学、天使大学などの学生街となっている。
2020年9月18日から2022年度にかけて、北口広場の改修工事が実施されている。2020年11月初旬時点では、駅外観に足場が組まれたほか、駅前広場の工事区画も鉄板で囲まれている。
2020年7月より、北8条西1丁目では再開発組合によってマンションなどを建設する再開発事業に着手し、。48階建て超高層マンションと商業施設からなるA棟、14階建てホテルを中心としたB棟、4階建てのオフィス棟、立体駐車場が建設され、2024年春に複合施設「さつきた8・1」として開業これと同時に、北8条西1丁目と札幌駅までを地下通路で結ばれた。商業施設内には、札幌駅周辺では初となる常設劇場「北八劇場」が開業。なお、この再開発事業で建設されたマンションは、北海道では最高層となる。

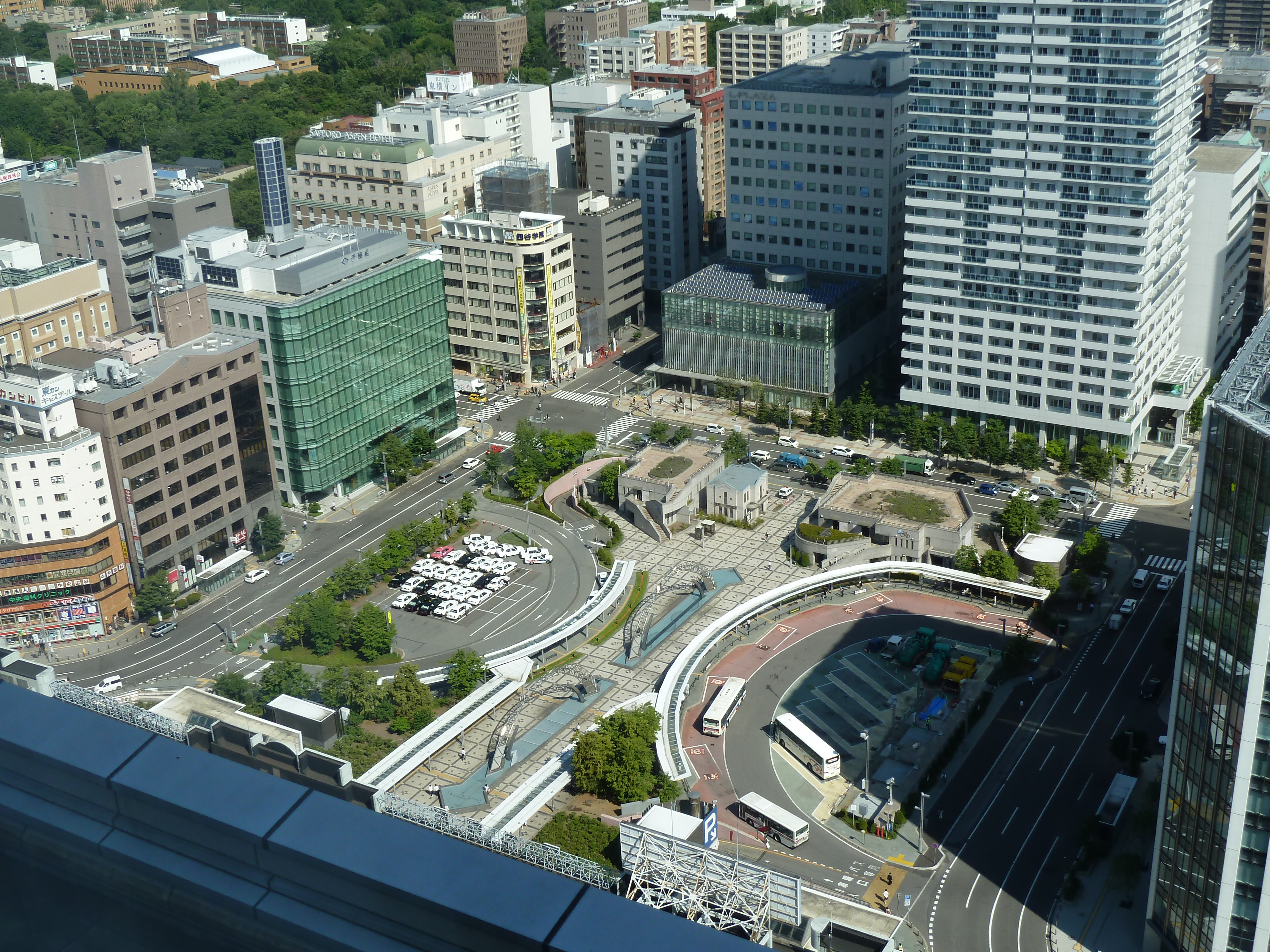
北口駅前広場
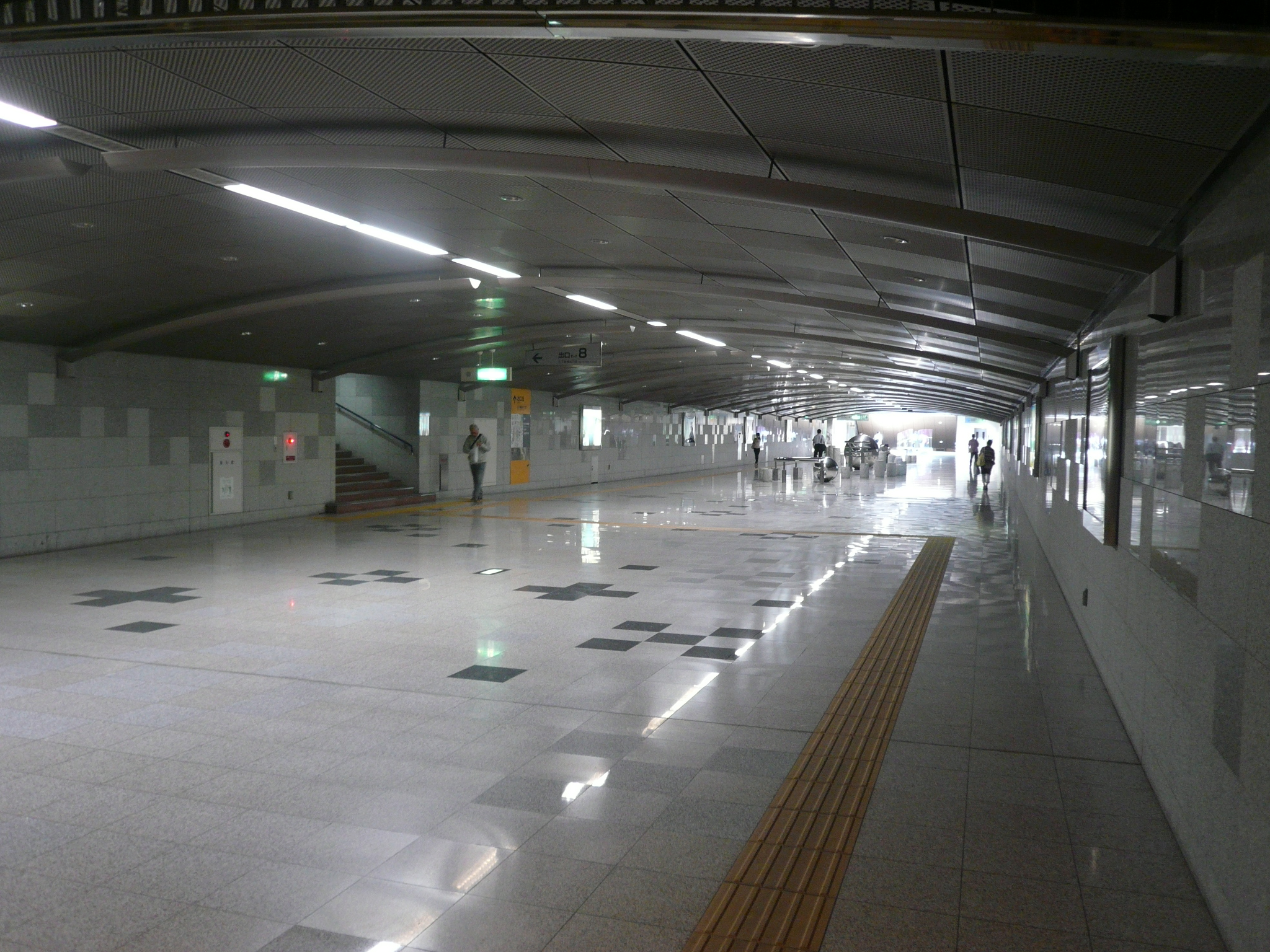
札幌駅北口地下歩道
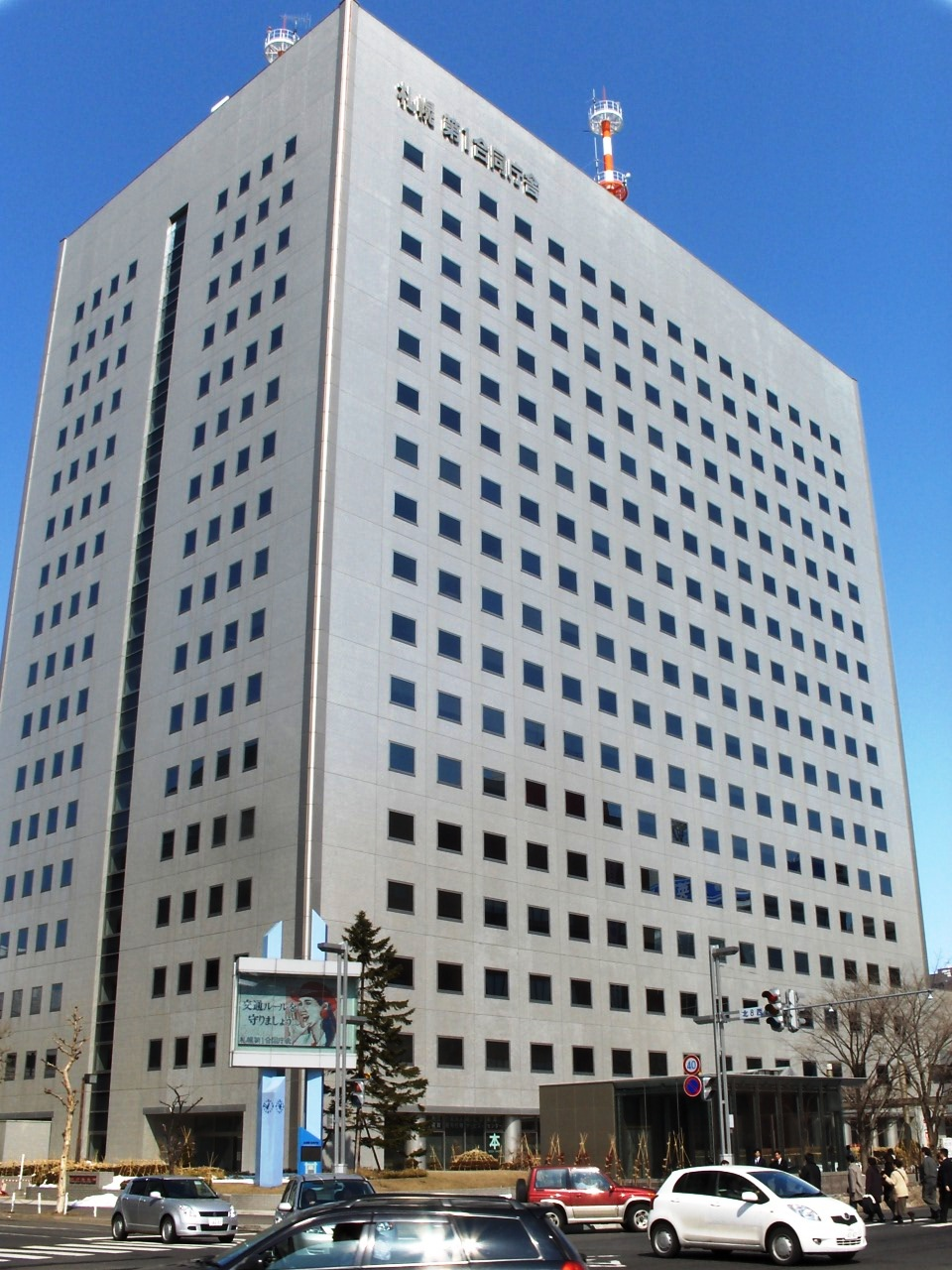
札幌第1合同庁舎
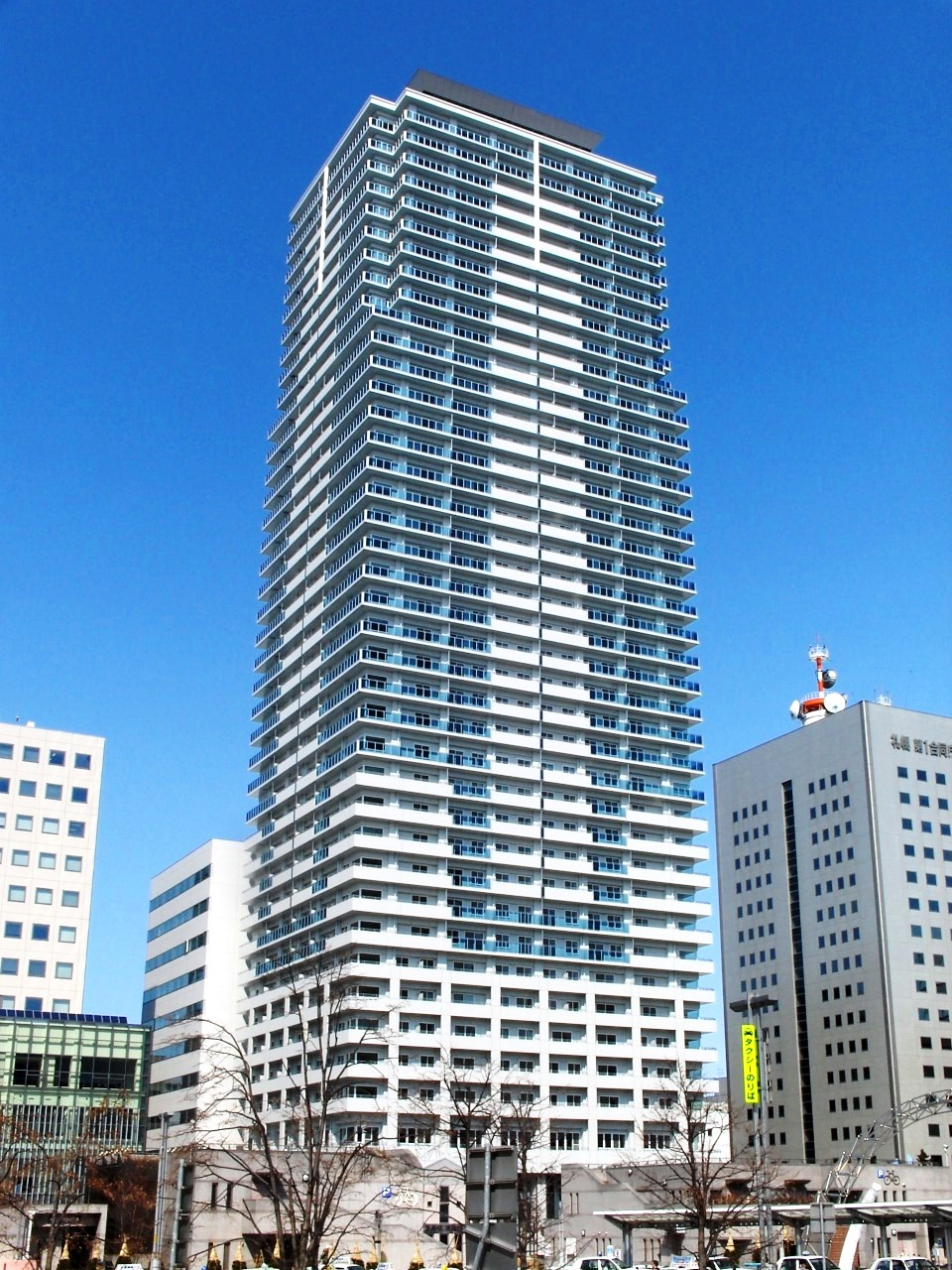
D'グラフォート札幌ステーションタワー
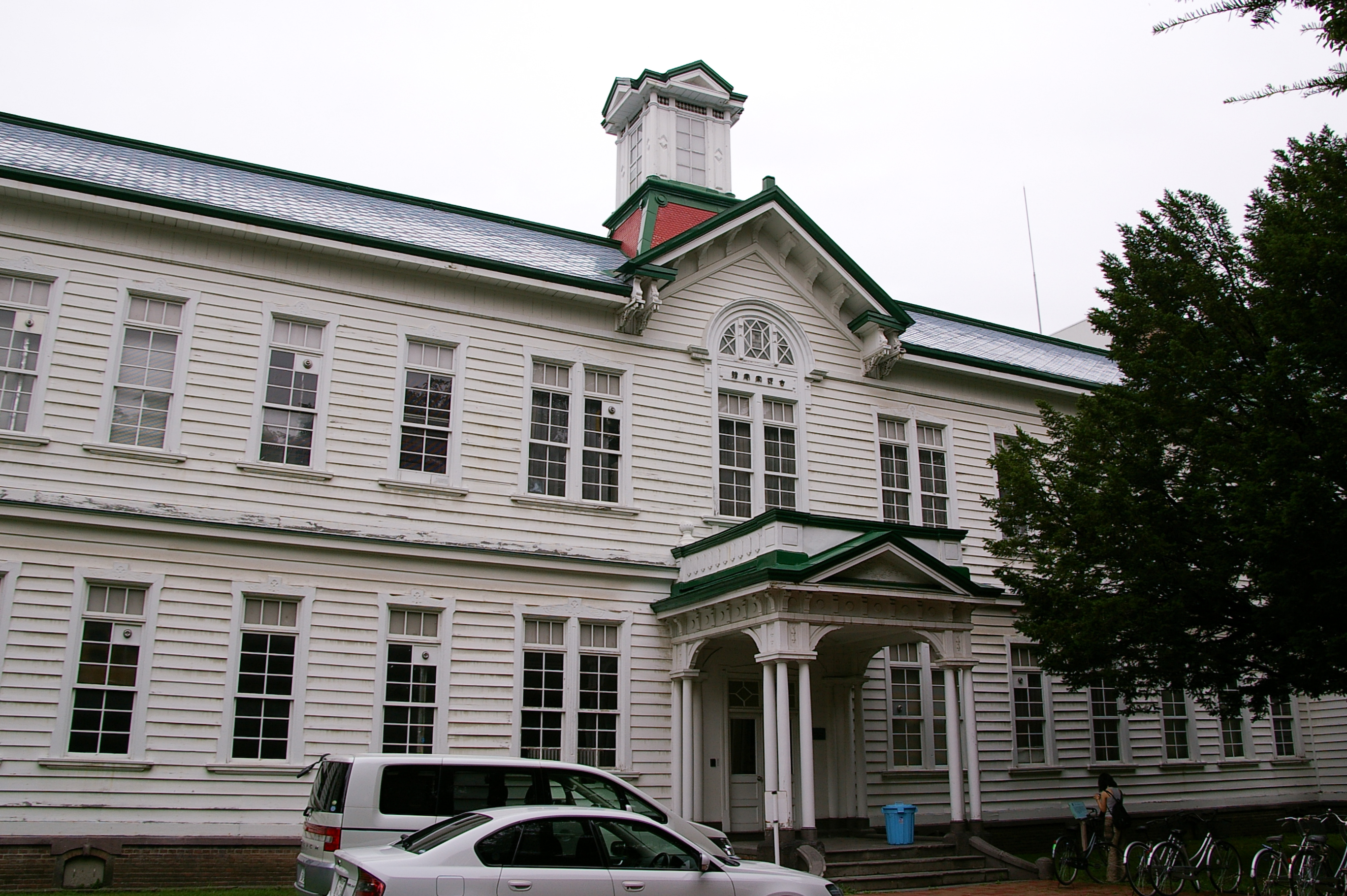
北海道大学 古河記念講堂

### かつて周辺に存在した施設
- 西武札幌店
  - 1906年「五番舘」として創業。経営不振により1990年にセゾングループ傘下となり「五番舘SEIBU」に改称。1997年に「札幌西武」に改称。2009年閉店、2011年解体。跡地はヨドバシカメラが落札し、現在はロフト館跡地を駐車場（パーク24）として暫定利用中。前述のとおり、同跡地にて複合施設の建設が予定されている[記事 12]。
- 札幌エスタ
  - 1978年札幌駅前国鉄バスターミナル跡地に百貨店の札幌そごうを核店舗とし、「札幌ターミナルビル」として開業。2000年に札幌そごうが閉店し、2001年に後継店舗として家電量販店のビックカメラ札幌店が開店、その後も衣料品店や雑貨店などが入居していたが、北海道新幹線札幌延伸に伴う駅前再開発と連動する形で建て替えることとなり、2023年8月に閉館。跡地には地上43階、高さ245mの複合高層ビルが建設される予定[40]。
- ベスト電器札幌駅西口店
  - 高架下の旧ヨドバシカメラ札幌店跡に開店。2010年3月業績不振により閉店し札幌本店と統合。2011年に「サツエキBridge」となったが、新幹線高架橋工事のため閉館[41]。
- JRシアター[42]
  - 高架化後の地上ホーム跡地に1993年7月30日竣工した仮設の劇場（こけら落としは同年9月1日）[43]。駅前再開発により1999年9月に撤去された。2011年1月に大通東1丁目に開設された北海道四季劇場が後継となる。
- 西五丁目陸橋
  - 1932年開通。高架化により撤去。一時は、南方向から西6丁目通りに抜ける大規模な迂回路が作られた。
- 石狩陸橋（創成川通）
  - 1961年開通。高架化により撤去。一時は、南方向から西2丁目通りに抜ける大規模な迂回路が作られた。
- 旧田中家（石川啄木の下宿）
  - 現在の札幌クレストビル付近にあった。

## 路線バス
札幌エスタ1階にバスターミナルが設置されていたが、再開発事業に伴い2023年9月30日で閉鎖。2023年10月1日以降、バスターミナルに乗り入れていた市内路線の一部と都市間バスは主に札幌駅南側の路上に分散して仮設のりばが設置される。定期観光バスは札幌駅北口に変更された。北口広場など、駅周辺のバス停に発着する路線もあり、また一部の長距離路線はバスターミナルは降車のみで乗車は北海道中央バス札幌ターミナルや大通バスセンターで取り扱う。詳細は各項目を参照。

## 北海道新幹線ホームの位置を巡る議論
北海道新幹線のルートが公表された1998年2月2日に札幌駅南側に新幹線を乗り入れることを運営主体となるJR北海道、建設主体の日本鉄道建設公団、地元自治体の北海道、札幌市の関係4団体が合意したことに端を発する。
1973年の整備新幹線の整備計画の決定以来、ルートは長らく公表されていなかったことや、建設費の膨大さや採算性への疑問から実現が強く疑問視され、当時の社長の坂本眞一はJRタワーの建設と新幹線ホームの在来線ホーム転用案を示した記者会見の席上で「北海道新幹線の駅の具体的な構想を明らかにし、地元から早期着工をアピールしたい」と述べる一方で、当時の運輸省幹部は「十分な議論ができていない」と指摘するなど、計画や議論は長らく停滞していた。
一方、1980年代後半には札幌～新千歳空港間のリニアモーターカー導入構想もあったことから、長らく現在のJRタワーの敷地となった札幌駅高架化で生じる敷地の再活用案を巡る議論でも、新幹線のホームをどこに建設するかははっきりとは決まっていなかった。
なお、鉄道公団OBで、1995年頃に鉄道公団札幌工事事務所に勤務し、北海道新幹線のルート提案に携わった吉川大三によると、新幹線ホーム用地の確保を進言したが、坂本は「いつ新幹線は来るかわからない」として聞き入れてもらえず、公団とJRとで在来線ホームを転用する案を検討し、（当時のダイヤの水準であれば）ホームを減らしても、在来線のダイヤを維持できると判断されたという。
- 1998年（平成10年）
  - 11月2日：現在のJRタワーの建設計画を発表する記者会見の場で、1・2番線を新幹線ホームに転用する構想を発表[48]。
- 2003年（平成15年）
  - 3月：JRタワーが開業。
- 2012年（平成24年）
  - 6月：在来線ホームを北側に移設して12番線を新設し、新幹線ホームを併設する形で認可された。また、当駅の東側には新幹線用の留置線を設置する予定もあった[注釈 6]。在来線のホーム数が削られることに関して、当時JR北海道は、特急スーパー北斗を含めた都市間列車などの本数減で吸収できるとしていた[記事 15]。

- 2015年（平成27年）
  - 7月3日 - 6日：JR北海道が北海道、札幌市、経済団体に対して、認可案の「現駅案」に加え、「東側案」「西側案」「地下案」を検討していることを説明[記事 16]。
  - 12月10日：札幌市議会は、他の交通機関への乗り継ぎや都市計画に大きな影響を与えるとして、北海道新幹線札幌駅のホームを現駅に併設するよう求める決議（平成27年第4回定例会決議案第1号）を審査し、可決。JR北海道に提出した[49]。年内にホームの位置が決まらなかったことが影響し、札幌市は年度中に策定する予定だった「札幌駅交流拠点事業」の基本構想を2016年度に先送りした[記事 17]。

- 2016年（平成28年）
  - 4月27日：JR北海道は、鉄道建設・運輸施設整備支援機構、北海道、札幌市との4者協議で、1・2番線に新幹線が乗り入れる認可案について3案を示した上で、いずれも不可能と説明した[記事 18][記事 19]。

|     | 新幹線ホームの建設に関する案                                              | 課題（デメリット）                                                               |
| --- | ------------------------------------------------------------------------- | -------------------------------------------------------------------------------- |
| (1) | - 1・2番線を新幹線用に転用 - 駅の北側に在来線11番ホームを増設             | - 在来線に大きく影響する。                                                       |
| (2) | - 1・2番線を新幹線用に転用 - 駅の北側に在来線11・12番ホームを増設         | - 駅の拡張に多額の費用が掛かり、拡張が最小限なら在来線に大きく影響する。         |
| (3) | - 駅の南側に0番線を増設 - 1番線を新幹線用に転用し、在来線11番ホームを増設 | - 在来線への影響が少ないと見られるが、スペースが狭く安全性と利便性に問題がある。 |

- 6月15日：JR社長会見により、鉄道建設・運輸施設整備支援機構が「現駅案」を基本として、新たに引き上げ線などの設備を増強する「認可見直し案」を提示していたことが明らかになった。この案は、札幌駅の11番線ホーム増設とポイント・信号機の増強に加え、発寒中央駅に待避線、桑園駅と苗穂駅付近に引き上げ線を設けるとするものであった。
- 7月6日：機構は「認可見直し案」の引き上げ線に関する設備費用について「（国と地方が負担する）新幹線事業費の一環で、基本的にJR北海道の費用負担はない」と明言した。
- 9月7日：JR北海道は、従来の「認可見直し案」「0番線案」に加え、駅の東側から創成川にかけて有効長236 mのホームを新設する「東側案」を正式に提示した。この時点で「地下案」の提示は見送られている。技術的な検討課題もあり、9月末を目標とした結論は持ち越しとなった。
- 10月18日：4者協議で、「認可見直し案」と「東側案」の2つに絞られる。

| 案の主な名称        | 概要 | 利点 | 欠点 |
| ------------------- | --- | --- | --- |
| 認可見直し案 現駅案 | - 1・2番線を新幹線ホームに転用 - 在来線11番線ホームを増設 - ホーム幅は中央部で約10m、端部で約6.8m - 新幹線列車中央から、在来線ホーム中央までの移動距離は約80m。 - ポイント・信号機を増強 - 発寒中央駅に待避線、桑園駅・苗穂駅付近に引き上げ線を設置 - 東側パセオの一部を新幹線専用コンコースに改修 - 西1丁目に新幹線改札口を設置 - 建設費は約570億円      | - 在来線や他の交通機関との乗り換えにおいて利便性が高い。 - 工費を安く、工期を短く抑えられる。 - JR側に追加支出が発生しない。 - 在来線設備増強により、1日あたりの減便は定期列車14本、臨時列車9本の合計23本まで低減可能。 - 国に認可されている案は非常に重い。 | - 普通列車等75 - 93本（当初見込み）の削減が必要で、1日3万人に影響する。 - 引き上げ線の増設に伴い、新たな用地取得と大規模な工事が必要になる。 - ホームが狭くなり、安全面に問題が出る。 - 待合所や売店の設置スペースが限られる。 - 十分な広さの専用改札口やコンコースがないため、在来線の改札口がより混雑するおそれがある。 - 事業費が膨らみ、工期も延びる可能性が高い。 - 早朝などの混雑が増す。 - 臨時列車などの増発がしにくくなる。 - 列車の遅れなどを回復する余地が小さくなる。 - 線路の工事で列車の運行に影響が出る。 - 桑園駅周辺などへの引き込み線設置は、高架橋の大規模改修など難工事になる。 |
| 0番線案 西側案      | - 駅南側に0番線とホームを駅ビル内部に建設 - 1番線ホームを新幹線ホームに転用 - 在来線11番線ホームを増設 | - 在来線への影響が大幅に少ない。 | - 乗り継ぎなどの利便性が低下する。 - 現駅から遠く、札幌市の都市計画とも食い違いが生ずる。 - JRタワーの改修・一部取り壊し・耐震化などが必要。 - 大丸との調整が必要。 - ホームのスペースが不十分。 - 工期が延び、工費が高くなり、JRの負担費用が大きい。 |
| 東側案 0番線その2案 | - 1・2番線ホームを創成川の手前まで東側に236m伸ばし、1番線を新幹線に転用 - 駅南側に新幹線上り線を建設し、駅ビル内部から創成川の手前にかけて0番線ホームを建設 - ホーム幅は中央で約5.4m、西端で6.5m、東端で8.7m - 新幹線列車中央から、在来線ホーム中央までの移動距離は、約220m - 現駅舎からは約300m離れた位置 - 在来線11番線ホームを増設 - 建設費は約940億円 | - 在来線への影響が大幅に少ない。 - JR敷地内のみで完結する。 - ホームのスペースを確保できる。 | - 乗り継ぎなどの利便性が低下する。 - 現駅から遠く、札幌市の都市計画とも食い違いが生ずる。 - JRタワーの改修・一部取り壊し・耐震化などが必要。 - 耐震化工事などに計370億円かかる。 - 技術的な課題がある。 - 工期が延び、工費が高くなり、JRの負担費用が大きい。 |

- 2017年（平成29年）
  - 2月2日：JRと機構は、両案の協議が平行線となっていることを受け、それらに共通する11番線ホームの増設工事を先行して着手する方針を北海道と札幌市に示した[記事 40]。
  - 10月10日：JRと機構は、北海道庁内で記者会見し、駅地下にホームを造る「地下案」を検討対象に加えることを表明した[記事 41]。

| 案の主な名称                    | 概要 | 利点 | 欠点 |
| ------------------------------- | --- | --- | --- |
| 地下案                          | - 北5条手稲通の地下部分に1面2線のホームを建設 - 汚物抜取り、融雪・清掃・給水のために着発収容線2線を駅終点方地下に新設 - 新小樽駅に仕業検査線などを設置 - 地下駅および札樽トンネルについて、地下鉄と同等の防災対策設備が必要 - ホームは地下鉄東豊線から10m弱深い、地下30m弱を想定 - ホーム幅は中央で約10m、端部で約6.8m - 新幹線列車中央から、在来線ホーム中央までの移動距離は約300m - 建設費は約1,600億円 | - 在来線への影響を避けられる。 - JRが新たに負担する費用は原則としてない。 - 地下鉄駅に近い。 | - 建設費が突出して高く、北海道と札幌市に新たな負担が生じる。 - 札幌市などが進めている再開発構想に影響を与える可能性がある。 - 在来線からの乗り継ぎの利便性が大幅に低下する。 - ホーム幅が狭くなり、改札内のスペースが十分に取れず、将来のホーム拡張や旭川方面への延伸が困難である。 - 地下のため、折り返し設備や延伸のための用地取得が難しい。 - 工事の際に想定される大量の地下水をどうするか、不明である。 |
| 大東案 東案（その2） 修正東側案 | - 上り線を駅南側に建設し、在来線ホームと重ならない場所に2面2線の相対式ホームを建設 - 1番線は新幹線に転用、2番線ホームを西側に伸ばす - 在来線11番線ホームを増設 - 在来線との乗り継ぎ用の連絡橋を建設（在来線のみの旅客と通路を競合） - 西1丁目に新幹線専用改札口・待合室を設置 - 建設費は2018年2月時点で約625億円、後に約645億円                                                                           | - JRタワーの大規模改修が不要 - 現駅案に比べホームが広く取れ、将来の拡張が可能（幅は下り線が12.4 mと現駅案より広く、上り線は9.4 m） - 西1丁目の再開発エリアに新幹線改札口のほかに在来線改札口をつくることができる。 | - 一度検討対象外となっている。 - 現駅案と比べ大きな優位性が見られない。 - 新幹線と在来線の乗り継ぎ距離が現駅案（約80m）よりも3倍近く（約210m）、グランクラスまでは約340mとなり、非常に遠い。 - 駅舎・ホーム建設用地の一部が札幌市所有の道路・土地にかかるため、札幌市の了承が必要になる。 |

- 2018年（平成30年）
  - 2月4日：機構とJR北海道、国土交通省、北海道、札幌市による初の5者協議が東京都内で開かれ、JRが「東側案」よりさらに東に造る「大東（おおひがし）案」を正式提案した[記事 45]。これに対し、北海道と札幌市は難色を示した[記事 46]。
  - 2月9日：札幌市内で開かれた5者協議で、「東側案」と「地下案」が検討対象から外され、「認可見直し案」と「大東案」から3月末までに決定することとした[記事 42]。工事費は「大東案」で約625億円、「認可見直し案」で約570億円の試算が示され、「大東案」の工費のうち「認可見直し案」との差額分約55億円をJRが負担する意向を示した[記事 28][JRTT 1]。
  - 3月29日：5者協議で「大東案」の採用が合意された[JR 10]。建設費は当初試算より20億円高の約645億円となり、「認可見直し案」との差額の75億円はJRが負担する[記事 47]。
- 2020年（令和2年）1月16日：JR北海道が、以下の計画変更を発表[JR 11]。

1. 新幹線改札口の位置を1階から3階へと変更し、在来線改札口および乗換改札口と同じフロアへ集約。再開発ビルへと接続し、バス・地下鉄・タクシーとの交通結節機能を確保する。
2. 下りホームの位置を南側に約1.5 m、東側に約25 m移動し、上下ホームの幅員も併せて修正する。
3. 在来線乗換跨線橋の位置を約50 m西側へと移動する。

## 隣の駅
北海道旅客鉄道（JR北海道）
■■函館本線　■千歳線（白石駅 - 当駅間函館本線）

桑園駅 (S02) - 札幌駅 (01) - 苗穂駅 (H02)

■札沼線（当駅 - 桑園駅間函館本線）
札幌駅 (01) - 桑園駅 (S02)

### 開業予定の路線
北海道旅客鉄道（JR北海道）
北海道新幹線（事業中）
新小樽駅（仮称） - 札幌駅